# Wolodymyr Selenskyj

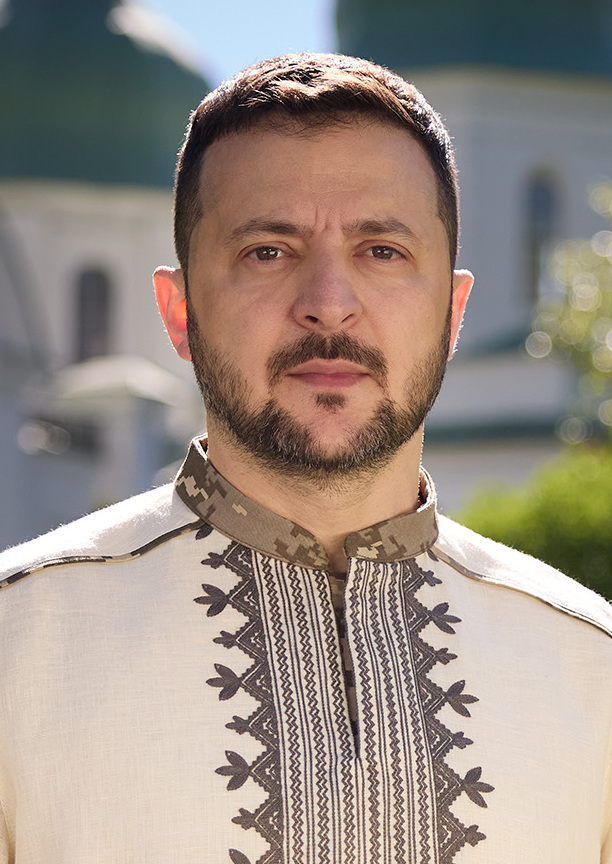
Wolodymyr Selenskyj, 2024

Wolodymyr Oleksandrowytsch Selenskyj (ukrainisch Володимир Олександрович Зеленський; * 25. Januar 1978 in Krywyj Rih, Ukrainische SSR, Sowjetunion) ist seit Mai 2019 Präsident der Ukraine.
Nach seinem Jurastudium erlangte er in der Ukraine und in Russland Popularität als Schauspieler, Komiker, Synchronsprecher, Regisseur, Fernsehmoderator, Filmproduzent und Drehbuchautor. Nachdem Selenskyj im Frühjahr 2019 den ersten Wahlgang und die Stichwahl der Präsidentschaftswahl in der Ukraine mit etwa 73 Prozent der abgegebenen Stimmen klar vor dem amtierenden Präsidenten Petro Poroschenko gewonnen hatte, wurde er im Mai 2019 Staatspräsident. Gemäß der Verfassung der Ukraine, die keine Wahlen im Kriegszustand vorsieht, bleibt Selenskyj legitimer Präsident, solange eine Neuwahl durch das nach dem russischen Überfall verhängte Kriegsrecht ausgesetzt ist.

## Herkunft und Ausbildung
Selenskyj kam in der Industriestadt Krywyj Rih (russisch Kriwoi Rog) im Südosten der damals noch sowjetischen Ukraine (Oblast Dnipropetrowsk) in einer russischsprachigen jüdischen Familie zur Welt. Sein Vater, Oleksandr Selenskyj (* 1947), war Professor für Kybernetik und leitete die akademische Abteilung für Kybernetik und Computerhardware am Krywyj-Rih-Institut für Ökonomie der staatlichen Universität für Wirtschaft und Technologie Kryvyi Rih; seine Mutter, Rimma Selenska (* 1950), ist Ingenieurin. Die Familie lebte vier Jahre in Erdenet in der Mongolei, wohin der Vater versetzt worden war.
Sein Großvater Semjon Selenskyj (1924–1993) diente während des Zweiten Weltkriegs als Zugführer eines Mörserzuges, war Kompaniechef einer Schützenkompanie des 174. Gardeschützenregiments der sowjetischen 57. Gardeschützendivision und bis Kriegsende im Rang eines Leutnants. Alle drei Brüder Semjon Selenskyjs und sein Vater wurden im Holocaust ermordet.
Nach der Rückkehr nach Krywyj Rih beendete Wolodymyr Selenskyj 1995 erfolgreich das Gymnasium Nr. 95 und absolvierte ein Diplomstudium der Rechtswissenschaft am Institut der Nationalen Wadym-Hetman-Wirtschaftsuniversität in Kiew, war jedoch im Anschluss nie als Jurist tätig. 1997 gründete er die nach seinem Stadtviertel benannte Kabarettgruppe Kwartal 95 („Wohnblock 95“) mit. Die Truppe tourte fünf Jahre von Moskau aus durch Staaten der ehemaligen Sowjetunion.

## Karriere als Schauspieler

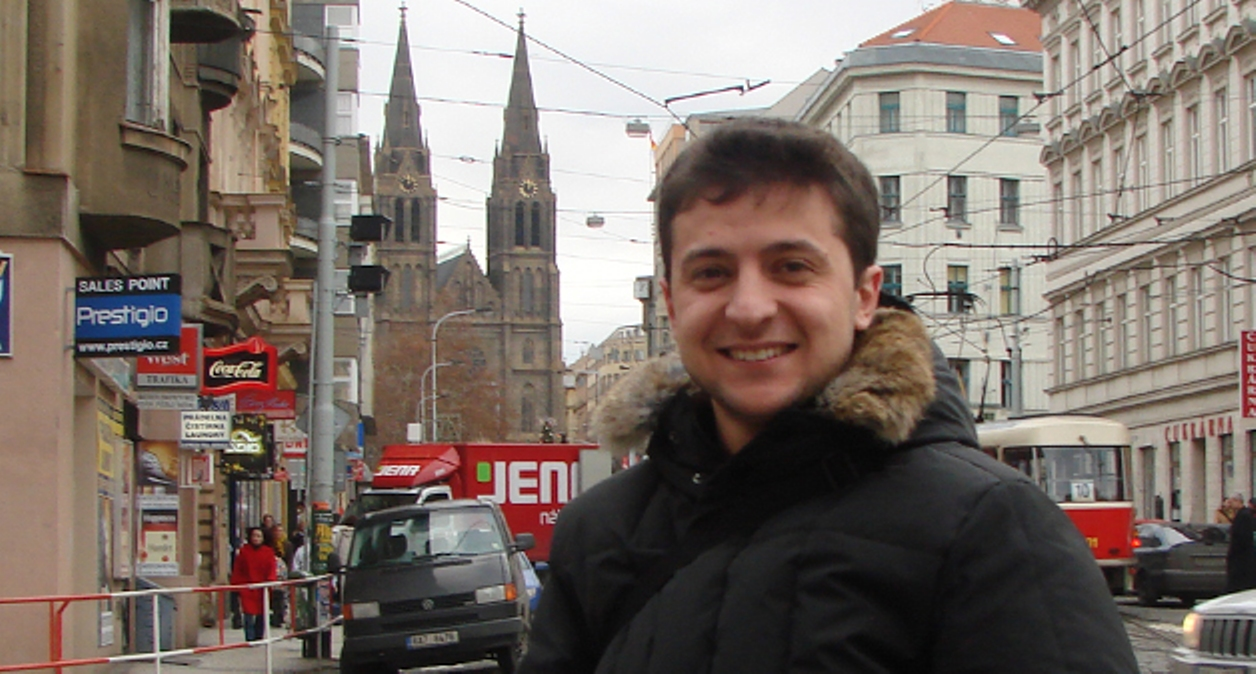
Selenskyj in Prag, 2009

Landesweit bekannt wurde er 2006, als er an der ukrainischen Version von Dancing with the Stars teilnahm und den Wettbewerb gewann. Gemeinsam mit dem Komiker Maxim Galkin moderierte er 2013 und 2014 die Neujahrsshow des größten russischen Staatssenders Rossija 1, die traditionell am 1. Januar abends live ausgestrahlt wird und für die russische Unterhaltungsindustrie zu den wichtigsten Fernsehshows des Jahres zählt. Galkin und Selenskyj, der dabei auch Blondinenwitze zum Besten gab, gehörten damals zu den beliebtesten Komikern in Russland. Prominent im Publikum saßen Kremlpropagandisten wie Dmitri Kisseljow, Wladimir Solowjow und andere. Als Russland zwei Monate nach der Neujahrsshow 2014 die Halbinsel Krim annektierte, protestierte Selenskyj dagegen, was das Ende seiner Karriere im russischen Fernsehen bedeutete.

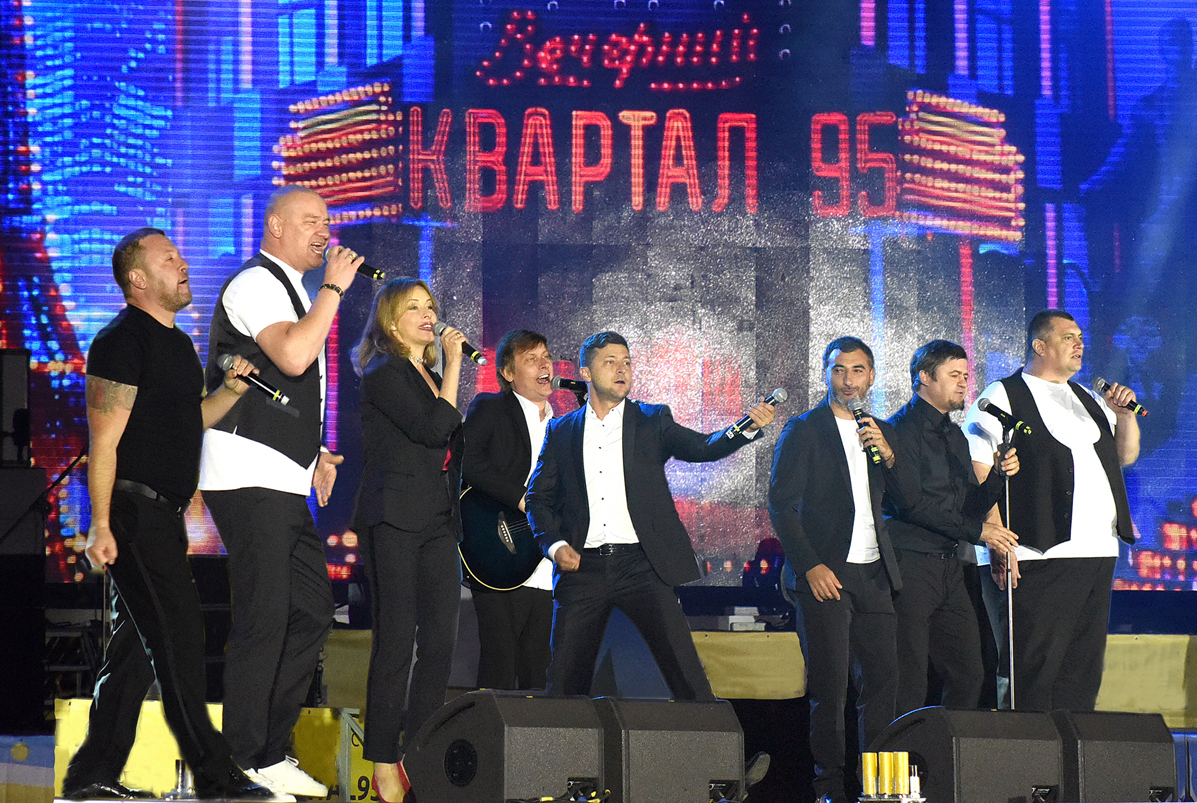
Selenskyj mit Kwartal 95 bei einem Auftritt im Jahr 2018

Mit seiner Kabaretttruppe gründete er den Rundfunkveranstalter Studio Kwartal 95 (ukrainisch Студія Квартал-95) (2003–2019) und wurde Produzent des Fernsehsenders Inter (2010–2012). 2014 thematisierte Kwartal 95 in einem Sketch als erster Fernsehsender die Gerüchte um Wladimir Putin und seine intime Verbindung mit der Sportgymnastin Alina Kabajewa. Dieses Thema stand in Russland auf der Verbotsliste der Medien. Selenskyj spielte in dem Sketch Kabajewa.
2015 spielte er in der satirischen Fernsehserie Diener des Volkes die Hauptrolle des Geschichtslehrers Wassilyj Petrowytsch Holoborodko. Die Serie wurde im populären Fernsehsender 1+1 des Oligarchen Ihor Kolomojskyj ausgestrahlt. Die Figur Holoborodko ist von der Korruption ukrainischer Politiker angewidert, macht über soziale Medien Wahlkampf, sammelt Geld über eine Crowdfunding-Kampagne und wird unversehens zum Präsidenten gewählt. Als ehrlich bleibender Präsident räumt Holoborodko dann in der notorisch korrupten ukrainischen Politik auf. Die Fernsehserie wurde zum Grundstein für Selenskyjs politischen Durchbruch.
Im September 2016 verursachte Selenskyj in der Ukraine einen Skandal, als er in einer Parodie auf Petro Poroschenko den ehemaligen Präsidenten Wiktor Janukowytsch und den Kiewer Bürgermeister Vitali Klitschko „Bettler“ sowie die Ukraine „eine Schauspielerin eines deutschen Films für Erwachsene“ nannte, die „bereit ist, jede beliebige Nummer auf einer beliebigen Seite zu akzeptieren“. Der Journalist und Politikanalyst Witalij Portnykow bezeichnete Selenskyjs Humor daraufhin als „minderwertig, geschmacklos, bürgerlich und beschränkt“.

## Präsidentschaftskandidatur (2019)
Ab der Ausstrahlung der Fernsehserie Diener des Volkes und des gleichnamigen Films Ende 2016 kamen Gerüchte einer Kandidatur Selenskyjs für das Amt des Präsidenten der Ukraine auf. Im Jahr 2017 ließ Iwan Bakanow, Kindheitsfreund von Selenskyj und Jurist von Studio Kwartal 95, die nach der Fernsehserie benannte Partei Sluha narodu registrieren. Obwohl er offiziell noch nicht als Präsidentschaftskandidat für die Präsidentschaftswahl in der Ukraine 2019 nominiert war, lag Selenskyj Mitte November 2018 mit elf Prozent Zuspruch in der ukrainischen Bevölkerung nach Julija Tymoschenko und vor dem amtierenden Präsidenten Petro Poroschenko auf Platz zwei der Bewerber um das Präsidentenamt; später lag er mit 24 Prozent auf Platz 1 vor den beiden anderen, die auf jeweils 16 Prozent kamen.
Selenskyj gab am Silvesterabend 2018 im Fernsehsender 1+1 seine Kandidatur für die Wahl bekannt. Er bestätigte einige Jahre später, dass er seine Frau nicht vorab über die angestrebte Kandidatur informiert hatte und sie dies über das Fernsehen erfuhr. Selenskyj wurde von kritischen Medien als „Strohmann“ des ukrainischen Oligarchen und Poroschenkogegners Ihor Kolomojskyj bezeichnet, da er für den Fernsehsender 1+1 arbeitete, der Kolomojskyj gehörte.
Als Präsidentschaftskandidat wurde Selenskyj massiv von Kolomojskyj gefördert. Radio Free Europe deckte auf, dass Selenskyj in den Jahren 2017/2018 mindestens vierzehnmal erst zu Kolomojskyjs damaligem Wohnort im Exil nach Genf flog und dann nach Tel Aviv – die letzten Male im Herbst 2018 nach der Entscheidung zur Präsidentschaftskandidatur. Kolomojskyjs langjähriger Anwalt Andrij Bohdan spielte eine prominente Rolle im Wahlkampfstab und wurde von ihm schon zu Gesprächen mit dem Leiter des Nationalen Antikorruptionsbüros der Ukraine (NABU) geschickt. Seine Leibwächter, die Kolomojskyj geschützt hatten, als der noch in der Ukraine lebte, sorgten nun für Selenskyjs Sicherheit und wurden von dem Oligarchen bezahlt. Kolomojskyj kündigte seine Rückkehr in die Ukraine an, sollte Selenskyj gewinnen. In einem Interview antwortete Selenskyj auf die Frage des Fernsehjournalisten Dmitry Gordon, ob die Ukraine von Kolomojskyj regiert werde, wenn er die Präsidentschaftswahlen gewinne, da er nur ein von ihm gesetzter Bauer im Schach sei:

«Я абсолютно независимый человек. Не хочу никого обидеть, но не родился еще тот, кто будет мной управлять»

„Ich bin ein absolut unabhängiger Mensch. Ich möchte niemanden beleidigen, aber derjenige, der mich kontrollieren wird, ist noch nicht geboren.“

Florian Hassel (Süddeutsche Zeitung) hingegen sah im April 2019 Selenskyjs Aufstieg als Ausdruck des „kranken ukrainischen Systems: Er war nur möglich, weil ukrainische Medien von Oligarchen dominiert werden, die bestimmen, wer in ihre Fernsehsender kommt – und wer nicht.“
In seinem politischen Programm blieb Selenskyj vage und bot damit eine Projektionsfläche für die Hoffnungen vieler Ukrainer. Das Motiv für die Wahl Selenskyjs war in erster Linie die Abneigung der Wähler gegenüber Poroschenko und seiner Partei. Die ukrainische Öffentlichkeit war von der mangelhaften Korruptionsbekämpfung und der „Dominanz der alten Kräfte“ in der Ukraine seit langem enttäuscht, so Diskussionsteilnehmer der Bertelsmann Stiftung. Bei einem Treffen im Januar 2019 mit verschiedenen Botschaftern der EU-Länder nach seinem politischen Programm gefragt, verwies er auf seine Berater.
Doch dann forderte Selenskyj seine Anhänger auf, ihm über soziale Medien Programmvorschläge zu machen, und veröffentlichte Ende Januar ein vier Seiten langes Programm. Es reichte von der Einführung der direkten Demokratie und Volksabstimmungen über eine Beteiligung aller Ukrainer am nationalen Reichtum von Geburt an, freie Universitätswahl für herausragende Abiturienten bis hin zum Straßenbau auf europäischem Niveau. Zu seinem Kompetenzteam von Technokraten beziehungsweise Personen mit politischer Erfahrung gehörten der ehemalige Finanzminister Oleksandr Danyljuk, der ehemalige Wirtschaftsminister Aivaras Abromavičius sowie Serhij Leschtschenko, ein Journalist und Abgeordneter der Werchowna-Rada.
Balázs Jarábik, Politologe des Carnegie Endowment for International Peace (CEIP), eines US-amerikanischen außenpolitischen Thinktanks, kommentierte den Wahlausgang: „In Zeiten, in denen Versprechen ständig gebrochen werden, scheint es eine gute Strategie zu sein, erst gar keine Versprechen zu machen.“

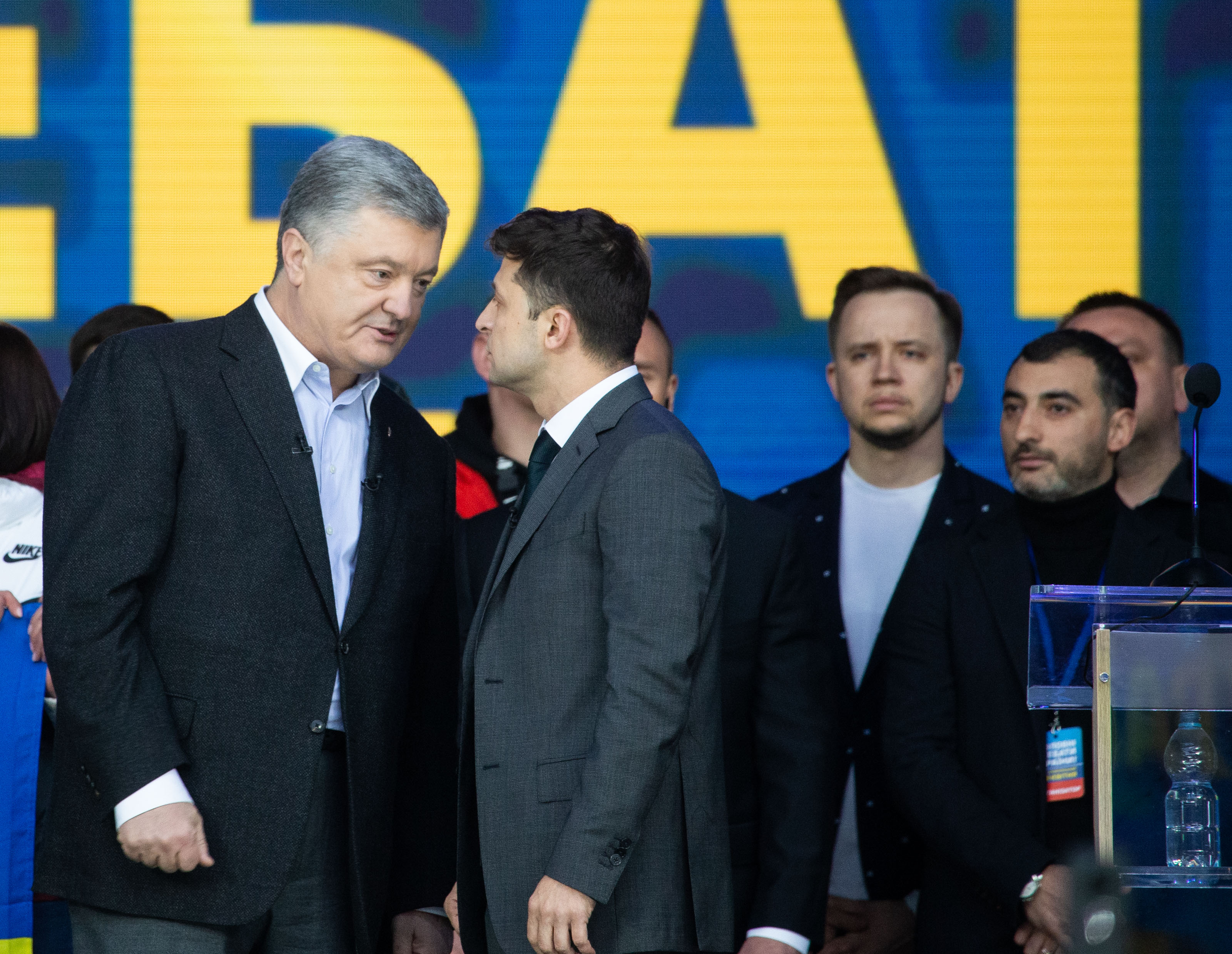
Selenskyj und der damalige Staatspräsident Petro Poroschenko, am Rande eines TV-Duells vor der Präsidentschaftswahl im April 2019

Im ersten Wahlgang zur Präsidentschaftswahl am 31. März 2019 erzielte Selenskyj ca. 30 Prozent der abgegebenen Stimmen und zog in die Stichwahl ein. Die gewann er am 21. April mit etwa 73 Prozent der abgegebenen Stimmen klar vor dem amtierenden Präsidenten Petro Poroschenko.
Entgegen sonstiger Gepflogenheit wurde Selenskyj aus Russland nicht zur Wahl gratuliert. Vielmehr erhielt er herablassende Ratschläge von Ministerpräsident Medwedew; für eine Gratulation „sei es zu früh“. Die russische Präsidialverwaltung riet den Staatsmedien offensichtlich, Selenskyj nicht zu loben, und dementsprechend hielt sich Dmitri Kisseljow nach früherem Herausstreichen von Selenskyjs „Aufrichtigkeit“ beim zweiten Wahlgang sehr zurück. Auch bei der Amtseinführung gab es keine Gratulation aus Moskau.
Die Wahl von Selenskyj ist laut Nowaja gaseta eine Demonstration für die ganze postsowjetische Region, dass eine Macht ersetzt werden kann, dass sie also nicht heilig ist und Präsidenten bei einer Wahl nicht schon lange vor deren Termin feststehen müssen. Im besten Fall breche die Wahl ein schlechtes System auf. Die Neue Zürcher Zeitung schrieb, Russland blicke skeptisch und mit viel Argwohn auf den „lebendigen politischen Prozess im Nachbarland“. In der Tageszeitung Wedomosti schrieb Wladimir Ruwinski darüber, ob die Ukraine für Russland ein Vorbild werde und die in Russland übliche Phrase „Willst du es wie in der Ukraine?“ ihre negative Konnotation verlieren könnte. Die Tel Aviver Tageszeitung Haaretz und The New York Times stellten fest, die Ukraine sei nun das einzige Land außer Israel, das sowohl einen jüdischen Präsidenten als auch einen jüdischen Premier habe.
Ein drei Tage nach seinem Wahlsieg durch die Werchowna Rada verabschiedetes Gesetz, das vorsieht, in Behörden verpflichtend Ukrainisch zu sprechen, stieß bei Selenskyj auf Kritik, da er statt zu strafen lieber positive Anreize zur Förderung der ukrainischen Sprache geschaffen hätte.

## Präsidentschaft (ab 2019)

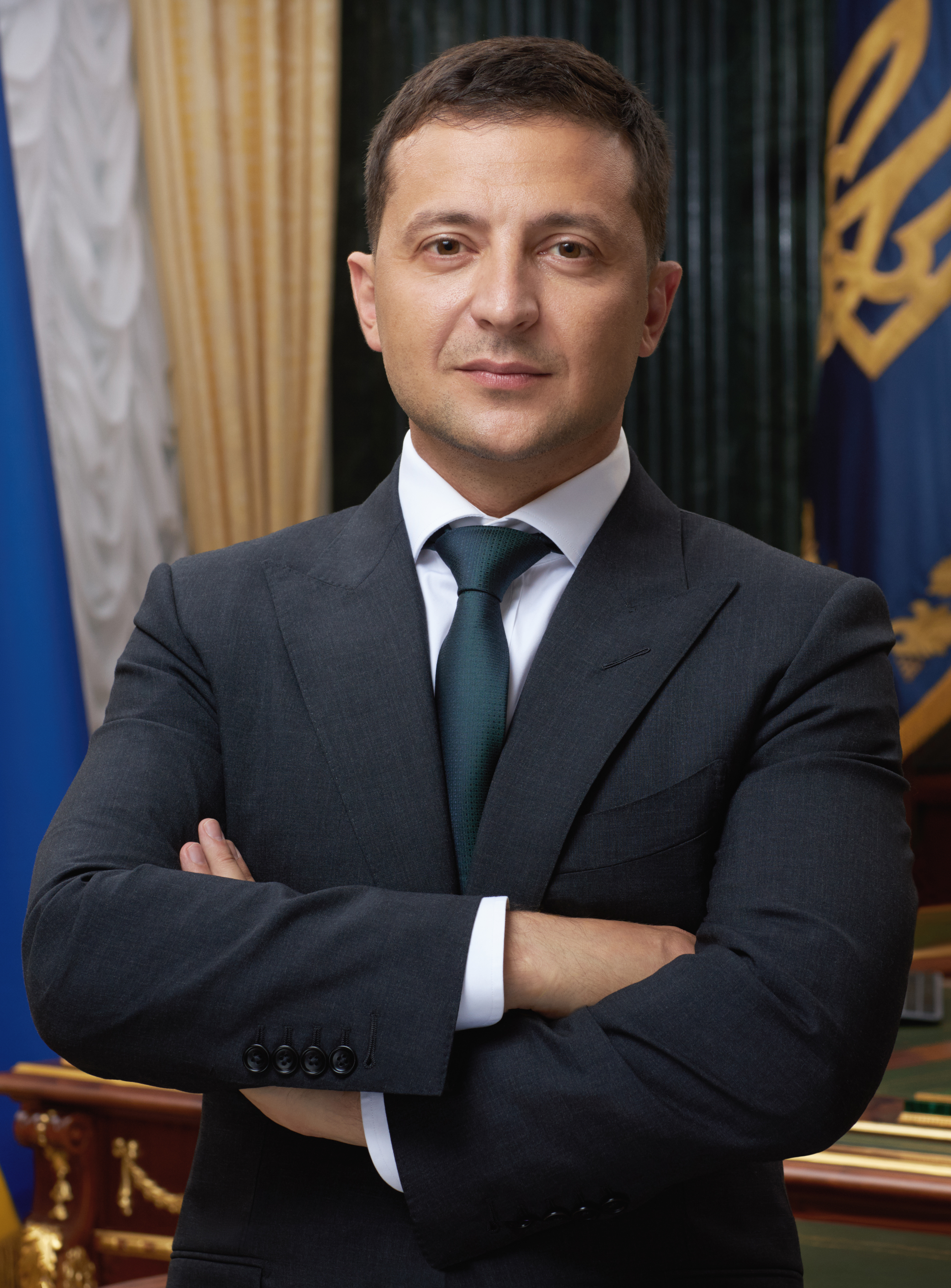
Offizielles Porträt als neu gewählter Staatspräsident, 2019

Selenskyj wurde am 20. Mai 2019 in Kiew in das Amt des Präsidenten eingeführt. Bei seiner Amtseinführung in der Werchowna Rada kündigte er an, das Parlament aufzulösen und Neuwahlen innerhalb der nächsten zwei Monate zu veranstalten. Er begründete dieses Vorhaben damit, dass die Bevölkerung dem Parlament nicht genug vertraue. Am 21. Mai löste er per Dekret das Parlament auf. Seine eigene neugegründete Partei Sluha narodu (Diener des Volkes) verfügte noch nicht über eine eigene Mehrheit im Parlament. Die Partei erhielt bei der Wahl am 21. Juli mit 254 von 424 Sitzen die absolute Mehrheit. Die Wahlbeteiligung hatte bei 49,8 % gelegen.
Am 20. Mai 2024 endete die reguläre 5-jährige Amtszeit des ukrainischen Präsidenten Wolodymyr Selenskyj; Ende März 2024 hätten neue Präsidentschaftswahlen stattfinden sollen, aber das Parlament hat sie wegen des im Lande herrschenden Kriegsrechts nicht angesetzt, da nach der ukrainischen Verfassung das Kriegsrecht alle Wahlen verbietet. Selenskyj bleibt somit entgegen russischer Propaganda legitimer Präsident, solange eine Neuwahl durch das nach dem russischen Überfall verhängte Kriegsrecht ausgesetzt ist. Auch die ukrainische Opposition spricht sich gegen Neuwahlen im Krieg aus. Selenskyj erklärte im Februar 2025 seine Bereitschaft zum Rücktritt – im Gegenzug für einen Beitritt der Ukraine zur NATO.

### Anti-Korruptionspolitik
Nach dem Wahlsieg erklärte Selenskyj das Aufräumen mit Korruption und Elitenherrschaft zu seinen Zielen. Er forderte in seiner Antrittsrede die Abgeordneten im Parlament dazu auf, einem Gesetz über die Aufhebung der Immunität von Abgeordneten und einem Gesetz über die Einführung der Strafbarkeit von illegaler Bereicherung zuzustimmen. Zusätzlich strebte er die Entlassung des Generalstaatsanwalts und des Geheimdienstchefs an und legte der gesamten Regierung, dem Kabinett Hrojsman, den Rücktritt nahe. Ranghohe Politiker, darunter Außenminister Pawlo Klimkin und Verteidigungsminister Stepan Poltorak, folgten der Aufforderung. Auch der Ministerpräsident der Ukraine, Wolodymyr Hrojsman, kündigte seinen Rückzug an.
Anfang des Jahres 2020 setzte Selenskyj sich dafür ein, dass die im Jahr 2016 verstaatlichte PrivatBank nicht zurück an den ehemaligen Eigentümer, den Oligarchen Ihor Kolomoyskyj, gegeben wurde. Die Bank war eines der größten oligarchischen Konglomerate im gesamten GUS-Raum gewesen. Selenskyj befürwortete einen Gesetzesentwurf, der vorsah, die Rückgabe verstaatlichter Banken an ihre ehemaligen Eigentümer zu verbieten. Der Internationale Währungsfonds hatte ein solches Gesetz zur Bedingung für weitere Kredite an den ukrainischen Staat gemacht. Selenskyj wies die Abgeordneten des Parlaments auch mit Blick auf die Corona-Pandemie darauf hin, dass die Ukraine mit internationalen Geldgebern zusammenarbeiten müsse. Im Mai 2020 verabschiedete das Parlament den Gesetzesentwurf und Selenskyj unterzeichnete ihn im selben Monat.
Angesichts der Corona-Pandemie bat Selenskyj ukrainische Oligarchen, den Staat zu unterstützen, und wies einigen Oligarchen bestimmte Regionen zu, um etwa Krankenhäusern mit Schutzausrüstung zu helfen. Zu den Milliardären gehörten unter anderen Rinat Achmetow, Wiktor Pintschuk und Ihor Kolomoyskyj.
Im November 2021 unterzeichnete Selenskyj das Gesetz Nr. 1780-IX, das den rechtlichen Begriff des Oligarchen bestimmt. Es verbietet, dass Oligarchen Parteien finanzieren. Amtspersonen müssen ihre nicht öffentlichen Treffen mit Oligarchen deklarieren. Damit wurde Selenskyj der erste Präsident in der Geschichte der Ukraine, der eine konfrontative Politik gegenüber Oligarchen führte. Das Gesetz sollte erst ein halbes Jahr nach seiner Veröffentlichung voll gelten. Der Nationale Sicherheits- und Verteidigungsrat zählte im Juli 2022 86 Personen als Oligarchen.
Das Gesetz war zuvor auf Widerstand der Oppositionsparteien gestoßen: Nachdem der Nationale Sicherheits- und Verteidigungsrat auf Anordnung Selenskyjs einen Gesetzesentwurf erarbeitet hatte, brachten die Oppositionsparteien Europäische Solidarität, Stimme und Vaterland einen Gegenvorschlag ein. Die Abgeordneten von Europäische Solidarität warfen Selenskyj vor, seinem Rivalen Poroschenko schaden zu wollen. Nach der ersten Lesung stellte die Opposition viele Änderungsanträge, wovon nur wenige eingearbeitet wurden. Der neue Entwurf wurde in zweiter Lesung im September verabschiedet. Unklar blieb jedoch, ob der Nationale Sicherheits- und Verteidigungsrat oder die Nationale Agentur für Korruptionsprävention zu entscheiden hätte, ob jemand als Oligarch gilt. Darüber musste erneut im Parlament abgestimmt werden. Da der Parlamentspräsident Dmytro Rasumkow dem Gesetz nicht zugestimmt hatte, wollte Selenskyjs Partei Rasumkow absetzen. Der Fraktion von Diener des Volkes gelang dies nur mit den Stimmen anderer Fraktionen im Oktober. Anfang November stimmte das Parlament dafür, dass der Nationale Sicherheits- und Verteidigungsrat zu entscheiden hat, ob jemand als Oligarch gilt.
Petro Poroschenko reagierte auf das neue Gesetz, indem er im November 2021 seine Unternehmensrechte an den Sendern 5 Kanal und Prjamyj an eine neue Medienholding Wilni Media verkaufte. Im Juli 2022 erklärte Rinat Achmetow, sein Mediengeschäft dem ukrainischen Staat zu übertragen, und begründete diesen Schritt mit Verweis auf das Gesetz.
Im Juli 2025 unterschrieb Selenskyj ein von der Werchowna Rada verabschiedetes Gesetz, mit dem das Nationale Antikorruptionsbüro (NABU) und die sogenannte Antikorruptionsstaatsanwaltschaft ihre Unabhängigkeit verloren. Dies erlaubt der Justiz bzw. Strafverfolgung, gegen Staatsbedienstete der zwei Antikorruptionsinstanzen vorzugehen. Zuvor waren Mitarbeiter des NABU vom ukrainischen Inlandsgeheimdienst SBU beschuldigt worden, mit Russland zu kollaborieren.

### Regulierung der Medien

#### Mediengesetz
Im November 2019 ordnete Selenskyj mit dem Präsidialerlass Nr. 837/2019 das Kabinett Hontscharuk an, bis Ende des Jahres 2019 dem Parlament einen Gesetzesentwurf über die Regulierung der Medien vorzulegen. Laut Selenskyj sollte der Gesetzesentwurf Bestimmungen über Voraussetzungen und Standards der Berichterstattung enthalten. Das Kabinett sollte Mittel schaffen, um die Verbreitung falscher und verzerrter Informationen zu verhindern. Ferner sollte der Entwurf dazu dienen, Individuen und juristischen Personen aus der Russischen Föderation zu verbieten, Eigentümer von Medien in der Ukraine zu sein und solche Medien zu finanzieren. Medienvertreter und Menschenrechtsaktivisten kritisierten den Entwurf und wandten sich an Selenskyj, die Frist für den Gesetzesentwurf zu verlängern.
Im Jahr 2020 wurde ein Gesetzesentwurf beim Parlament eingereicht. Er scheiterte jedoch an der Kritik von Medienvertretern, Verbänden und internationalen Organisationen. Im Juni 2022 machte die EU die Ukraine zum Beitrittskandidaten, nachdem sie eine Reform der Mediengesetzgebung zu einer Beitrittsvoraussetzung erklärt hatte. Angesichts dessen veröffentlichte das Parlamentskomitee im Juli 2022 eine modifizierte Version des Gesetzesentwurfs von 2020. Am 13. Dezember 2022 wurde der Entwurf Nr. 2693-d vom Parlament in zweiter Lesung verabschiedet. Ende Dezember 2022 unterzeichnete Selenskyj den Entwurf und das Gesetz Über die Medien (Про медіа) trat am 31. März 2023 in Kraft. Selenskyj betrachtete das Gesetz als einen von mehreren Schritten, um die Ukraine in die EU zu integrieren.
Das Gesetz führt den Begriff der Online-Medien ins ukrainische Recht ein und bietet den betreffenden Medienschaffenden an, sich freiwillig beim Staat zu registrieren. Das Gesetz bestimmt auch die Befugnisse der staatlichen Medienaufsichtsbehörde bzw. des Nationalen Rats für Fernsehen und Rundfunk. Laut Gesetz darf die Behörde im Falle von Verstößen Strafgebühren gegen registrierte Online-Medien verhängen und unter bestimmten Bedingungen mit einem Gerichtsbeschluss Online-Medien verbieten. Im Falle von nicht registrierten Online-Medien, die mehrfach gegen Vorschriften verstoßen haben, ermöglicht das Gesetz ein zweiwöchiges Verbot. Ein Gerichtsbeschluss ist dafür nicht nötig. Zudem darf die Behörde von Social-Media-Plattformen und Suchmaschinen fordern, bestimmte Inhalte, die gegen ukrainische Gesetze verstoßen, zu entfernen.
Vertreter von Reporter ohne Grenzen begrüßten das Gesetz in der Hinsicht, dass es trotz des Krieges den Medien einen günstigen Rahmen biete. Allerdings kritisierten sie, dass der Präsident die Medienaufsichtsbehörde faktisch kontrolliere. Laut Verfassung bestimmt der Präsident die eine Hälfte und das Parlament die andere Hälfte der insgesamt acht Mitglieder des Nationalen Rats für Fernsehen und Rundfunk. Als das Gesetz in Kraft trat, hatte Selenskyjs Partei die absolute Mehrheit im Parlament. Eine Verfassungsänderung ist während der Dauer des Kriegsrechts nicht erlaubt. Die Internationale Journalistenföderation, die Nationale Vereinigung der Journalisten der Ukraine und die Unabhängige Mediengewerkschaft der Ukraine sahen in dem Gesetz eine Gefährdung der Pressefreiheit und forderten von der Regierung in Kiew, die Gesetzgebung zu ändern und in einen Dialog mit Journalistenverbänden zu treten.

#### Medwedtschuks Medien
Anfang Februar 2021 setzte Selenskyj die Entscheidung des Nationalen Sicherheits- und Verteidigungsrates um und sanktionierte die drei prorussischen Fernsehsender ZIK, NewsOne und 112 Ukraine, die Taras Kozak, einem Mitglied der größten Oppositionspartei Oppositionsplattform – Für das Leben, gehörten und Teil des Medienimperiums Wiktor Medwedtschuks waren. Selenskyj erklärte, der ukrainische Staat gewähre Meinungsfreiheit. Allerdings unterstütze der Staat keine Propaganda der Russischen Föderation, die die Ukraine davon abhalte, sich in die Europäische Union und NATO zu integrieren. Selenskyj stellte sein Handeln als Teil des Informationskrieges um Wahrheit und europäische Werte dar. Zudem wurde Medwedtschuk unter Hausarrest gestellt. Damit sei laut Selenskyj „Medwedtschuk die Möglichkeit genommen, Medien und Staatseigentum dafür zu nutzen, um offen auf das Land einzuschlagen und der Sicherheit des Staates einen ruinösen Schaden zuzufügen“. Der Präsident der Russischen Föderation warf europäischen Politikern doppelte Standards vor, da diese die Verbote entweder nicht kommentiert oder gar befürwortet hätten. Er äußerte, mit diesem Vorgehen verfolge der Westen geopolitische Ziele gegen die Russische Föderation.

#### Telemarathon
Im März 2022 unterzeichnete Selenskyj das Dekret Nr. 152/2022, um eine Entscheidung des Nationalen Rats für Sicherheit und Verteidigung in Kraft zu setzen. Das Dekret sah vor, alle ukrainischen Fernsehkanäle in einer Plattform zu vereinen, da im Krieg eine einheitliche Informationspolitik betrieben werden müsse. Der Nationale Rat für Fernsehen und Rundfunk wurde angewiesen, Maßnahmen zu ergreifen, um die Entscheidung umzusetzen. Das einheitliche Programm ist der sogenannte Telemarathon.
Zwar sahen im Juli 2022 57 % der Bevölkerung mindestens einmal wöchentlich das Einheitsprogramm, aber viele Menschen nutzten zunehmend soziale Medien, um sich zu informieren, wie zum Beispiel Telegram. Kritiker des Einheitsprogramms wandten ein, dass die Kritiker Selenskyjs kaum zu sehen seien. Kritiker kamen eher in kleineren Sendern, die nicht am Einheitsprogramm teilnahmen, zu Wort. Allerdings hatten diese Sender Probleme, ihre Programme über landesweite Sendemasten zu übertragen, so dass sie ihr Signal über Satellit oder Internet verbreiten mussten, wie zum Beispiel Espreso TV. Zudem beklagte der Sender 5 Kanal, der Petro Poroschenko nahestand und sich nicht am Einheitsprogramm beteiligte, dass dem Kanal Sendefrequenzen entzogen worden seien.

### Wirtschaftspolitik
Vor Selenskyjs Wahlsieg sagte sein Wahlkampfleiter Dmytro Rasumkow, Selenskyj wolle eine liberale Wirtschaft. Selenskyj erkannte die Bedeutung des freien Marktes an und sprach sich für Deregulierung aus. Nach seinem Wahlsieg sicherte er zu, gute Bedingungen für Investoren zu schaffen und den Staat davon abzuhalten, den Unternehmen im Weg zu stehen. Ruslan Stefantschuk, der als führender Ideologe der Partei Diener des Volkes galt, bezeichnete seine Partei als libertär.
Selenskyjs Administration legte den Fokus auf Wirtschaftswachstum. Im September 2019 erklärte Ministerpräsident Oleksij Hontscharuk ein Wachstum von 40 Prozent über einen Zeitraum von fünf Jahren zum Hauptziel der neuen Regierung von Hontscharuk. Durch günstigere Bedingungen für Investoren sollten neue Arbeitsplätze entstehen und der Lebensstandard steigen.
Hontscharuks Nachfolger, der Ökonom Denys Schmyhal, initiierte mit Selenskyj die Nationale Ökonomische Strategie bis 2030. Die Regierung Schmyhals befürwortete die Strategie im März 2021. Sie sieht vor, das Bruttoinlandsprodukt bis 2030 zu verdoppeln. Um Kapital aus dem Ausland anzuziehen, sollte der Staat die Rule of Law stärken, privatisieren und deregulieren. Durch steuerliche Anreize sollten einheimische Unternehmen mehr investieren. Aushängeschild war die Errichtung eines internationalen Finanzzentrums in Kiew nach britischem Recht, in dem eine eigene Börse, Finanzintermediäre und Büros ausländischer Banken und Investmentfonds unterkommen sollten. Des Weiteren zielte die Strategie darauf ab, den Export zu steigern und auch die geographische Lage der Ukraine stärker zu nutzen, um sie zum Transitland zwischen Asien und Europa zu machen.
Anlässlich des Tages der Verfassung am 28. Juni 2023 präsentierte Selenskyj in der Werchowna Rada seine Referenzpunkte für eine neue Ukraine-Doktrin. Darunter fiel auch der ökonomische Wandel der Ukraine in den folgenden zehn Jahren. Selenskyj forderte als erstes konkretes Ziel ein Bruttoinlandsprodukt von 1 Billion US-Dollar. Dabei soll primär auf gut bezahlte ukrainische Fachkräfte gesetzt und die englische Sprache gefördert werden. Durch die Schaffung von Arbeitsplätzen sollen so viele ukrainische Bürger wie möglich zurück in die Ukraine geholt werden. Zudem nannte Selenskyj die Unterstützung von Eltern und Kindern, die Reform des Arbeitsrechts, vernünftige Steuersenkungen und echte Eigentumsrechte als Kernpunkte. Laut Selenskyj werde die neue Ukraine nach ihrem Sieg über die Russische Föderation zur größten Baustelle Europas. In seiner Vision werde die Ukraine nicht primär Rohstoffe, sondern Güter von hoher Wertschöpfung exportieren. Der Staat werde das Wirtschaftsgeschehen so regulieren, dass innovative Unternehmen sich entwickeln können, und geistiges Eigentum schützen. Durch die Entwicklung von grüner Energie und Kernenergie soll die Ukraine einen bedeutenden Beitrag zur Energiesicherheit Europas leisten und ferner mit allen globalen Playern wirtschaftliche Beziehungen entwickeln, wobei Selenskyj sich auch auf China, Indien, Lateinamerika, Afrika und die arabischen Staaten bezog.

#### Privatisierung staatlicher Unternehmen
Zu Beginn von Selenskyjs Amtszeit besaß der ukrainische Staat zirka 3700 Unternehmen. Nicht alle waren in Betrieb oder profitabel. Schon unter Petro Poroschenko erfolgten Gesetzesänderungen, um die Privatisierung staatlicher Unternehmen zu fördern. Selenskyjs Regierung verfolgte diesen Kurs weiter, intensiver und mit konkreten Schritten. Bereits im Oktober 2019 hob Selenskyj ein Moratorium auf, um über 1000 staatliche Unternehmen privatisieren zu dürfen. Die USA, die EU und der Internationale Währungsfonds hatten diese Maßnahme lange gefordert. Letzterer erwartete von der Privatisierung höhere Staatseinnahmen, geringere Korruption und mehr ausländische Investitionen. Des Weiteren bestimmte das Wirtschaftsministerium fünf Großunternehmen, die 2020 privatisiert werden sollten. Zudem bot Selenskyj auf dem Weltwirtschaftsforum in Davos größeren Investoren an, mehrere Jahre steuerfrei in der Ukraine wirtschaften zu dürfen, und stellte ihnen wirtschaftliche Berater in Aussicht.
Die Regierung beabsichtigte, die Anzahl der staatlichen Unternehmen auf einige hundert zu begrenzen. Der Premierminister Denys Schmyhal erklärte zunächst, dass der Staat nur 300 Unternehmen behalten werde. Allerdings vergrößerte sich diese Zahl später. Das Gesetz Nr. 4020 sieht vor, dass der Staat über 600 Unternehmen weiterhin besitzen wird. Aufgrund der Coronapandemie verfolgte die Regierung ihren Privatisierungkurs zeitweise weniger ambitioniert. Allerdings konnte die Regierung von 2020 bis 2021 mehr einnehmen als ihre Vorgänger von 2012 bis 2019.
Trotz der Privatisierungspolitik kam es unter Selenskyj auch zu Verstaatlichungen. Ukrainische Eigentümer von Motor Sitsch verkauften 2019 viele Anteile an das chinesische Unternehmen Skyrizon. Allerdings wollte die Regierung der USA nicht riskieren, dass China die Produktion militärisch wichtiger Technologien beeinflussen könnte, und lehnte den Verkauf ab. Auf der Basis geheimdienstlicher Informationen verhängte Selenskyj Sanktionen gegen die chinesischen Investoren. 2021 erklärte der Nationale Sicherheits- und Verteidigungsrat der Ukraine, dass Motor Sitsch illegal privatisiert worden sei und verstaatlicht werde. Daraufhin forderte China vor einem internationalen Gerichtshof mehrere Milliarden Dollar als Entschädigung. Zwar verordnete Selenskyj im März 2021 die Verstaatlichung, aber kurze Zeit später diskutierte er mit dem türkischen Präsidenten Erdoğan im Zusammenhang mit der engeren militärisch-wirtschaftlichen Kooperation beider Staaten darüber, 50 Prozent der Anteile von Motor Sitsch an ein türkisches Unternehmen zu verkaufen.
Am 5. November 2022 beschloss Selenskyj auf der Grundlage des Kriegsrechts, dem ukrainischen Verteidigungsministerium die Kontrolle über die privaten Anteile an fünf strategisch wichtigen Unternehmen zu übertragen. Das betraf neben Motor Sitsch auch die Energieunternehmen Ukrnafta und Ukrtatnafta, den Fahrzeughersteller AvtoKrAZ sowie den Transformatorenhersteller Zaporizhtransformator. Vor allem Vermögende wie Ihor Kolomoisky, Vyacheslav Boguslaev, Kostjantyn Schewaho und Konstantin Grigorishin hatten größere Anteile an den betreffenden Unternehmen gehabt.

#### Bodenreform
Selenskyj setzte im April 2020 eine Bodenreform durch. Damit sollte das Moratorium von 2001, das den Kauf und Verkauf von ukrainischem Agrarland verboten hatte, aufgehoben werden. Das neue Gesetz Nr. 552–IX erlaubt es, dass ukrainische Bürger seit 2021 bis zu 100 Hektar Land erwerben dürfen. Ferner erlaubt es neben ukrainischen Bürgern auch ukrainischen Unternehmen, ab 2024 Land bis zu 10.000 Hektar zu erwerben.
Selenskyj rechtfertigte sein Vorhaben damit, dass die Bodeneigentümer weitergehende Eigentumsrechte erhalten würden. Ferner erwartete er, dass mehr Kapital in die Landwirtschaft investiert wird. Allerdings drängten auch internationale Institutionen auf eine Gesetzesänderung. Der Europäische Gerichtshof für Menschenrechte hatte bereits 2018 (Fall Selentschuk und Zyzura gegen die Ukraine) gefordert, den Bodeneigentümern mehr Rechte zu geben. Hintergrund war eine mehrjährige Kampagne der Kiewer Denkfabrik EasyBusiness, die dem Atlas Network nahesteht. Des Weiteren machte der Internationale Währungsfonds die Bodenreform zu einer Bedingung für weitere Kredite. Ende März 2020 vor der Abstimmung des Parlaments wies Selenskyj auch angesichts der Coronapandemie darauf hin, dass die Ukraine mit internationalen Geldgebern zusammenarbeiten müsse.
Selenskyj traf während seiner Reformbemühungen auf Hindernisse. Viele Menschen zweifelten am Nutzen der Reform und lehnten sie eher ab. Sie befürchteten, die Liberalisierung werde zu einer Konzentration des Bodenbesitzes führen und vor allem großen Unternehmen, Oligarchen oder auch ausländischen Konzernen nützen. Vor der Werchowna Rada kam es zu Protesten. Die parlamentarische Opposition nutzte die Gelegenheit, um Selenskyjs Regierung als Marionetten der Wirtschaft darzustellen, wie etwa Julija Tymoschenko oder Nestor Schufritsch. Selbst ein Teil der Fraktion der Partei Diener des Volkes wollte nicht für das Gesetz stimmen, so dass Selenskyj auf Stimmen aus dem Lager von Petro Poroschenko angewiesen war. Das 2020 verabschiedete Gesetz stellte in gewisser Hinsicht einen Kompromiss dar: Während der ursprüngliche Entwurf von 2019 vorgesehen hatte, dass auch ausländische Personen und Unternehmen ukrainisches Agrarland kaufen durften, wurde schließlich die Entscheidung darüber auf ein Referendum verschoben. Der Ökonom Tymofij Mylowanow kritisierte Aspekte von Selenskyjs Bodenreform. Vermögende könnten die gesetzliche Bestimmung, wonach zunächst nur ukrainische Privatpersonen bis zu 100 Hektar Land erwerben dürfen, umgehen. Sie würden sich darüber hinaus Land indirekt aneignen, indem mehrere ihrer Vertreter als scheinbar selbständige Käufer auftreten und Land erwerben würden. Katja Dells und Christoph Konrad Gilgen halten es für unwahrscheinlich, dass der ukrainische Staat effektiv kontrollieren kann, ob die Obergrenzen für Landbesitz eingehalten werden. Das sei schwierig, wenn Investoren Anteile mehrerer Unternehmen hätten und dadurch indirekt Bodeneigentümer seien.

#### Arbeitsrecht
2019 begann Selenskyjs Regierung (das Kabinett Hontscharuk) damit, Gesetzestexte zu entwerfen, um das Arbeitsrecht zu reformieren, das in vielen Hinsichten seit den 1970er Jahren unverändert geblieben war. Selenskyj hatte dies im November 2019 per Dekret angeordnet. Im Dezember 2019 befürwortete das Ministerkabinett von Hontscharuk einen ersten Entwurf Über die Arbeit. Das Kabinett erhoffte sich davon etwa zahlreiche neue Arbeitsplätze in den Folgejahren, mehr offizielle Beschäftigungsverhältnisse, höhere Löhne und mehr soziale Rechte für die abhängig Beschäftigten sowie Gleichberechtigung und eine Angleichung des Rechts an EU-Standards. Des Weiteren versuchte die Regierung, weitere Gesetzesänderungen vorzuschlagen, die vorsahen, die Rechte der Gewerkschaften zu beschneiden.
Während die Unternehmer im Wesentlichen mit dem Inhalt der vorgeschlagenen Arbeitsrechtsreform zufrieden waren, protestierten ukrainische Gewerkschaften heftiger auf regionaler und nationaler Ebene, wobei sie den Europäischen und den Internationalen Gewerkschaftsbund involvierten. Einige ihrer Vertreter kritisierten, die neue Regierung handle übereilt und ohne mit ihnen zu sprechen. Konkret bemängelten sie am Entwurf Über die Arbeit den Vorschlag, neue Beschäftigungsverhältnisse einzuführen, wie zum Beispiel das dem US-Recht entlehnte At-Will-Employment oder die in Großbritannien verbreiteten Null-Stunden-Verträge. Zudem, so die Kritiker, verstoße der Gesetzesentwurf gegen internationale Standards, auf die sich der ukrainische Staat verpflichtet habe. Auch internationale Organisationen wie die Vereinten Nationen oder Human Rights Watch übten Kritik an mehreren der Gesetzesentwürfe. Diese entsprächen nicht den internationalen Konventionen und würden die Rechte der abhängig Beschäftigten und Gewerkschaften schwächen, sollten sie in Kraft treten. Stattdessen solle die Regierung den Dialog mit den Gewerkschaften suchen. Im März 2020 nahm die Regierung einige ihrer Entwürfe vorerst zurück.
Im März 2022 verabschiedete das ukrainische Parlament das Gesetz Nr. 7160, das unter dem geltenden Kriegsrecht die Beschäftigungsverhältnisse neu regelt. Dies erleichtert es Unternehmern, Beschäftigte einzustellen bzw. zu entlassen, Mitarbeitern andere als die im Vertrag spezifizierten Aufgaben zuzuweisen und die wöchentliche Arbeitszeit bis auf 60 Stunden heraufzusetzen. Selenskyj unterzeichnete das Gesetz am 23. März 2022.
Im Mai 2022 unterzeichnete Selenskyj ein Gesetz über die Entsowjetisierung der ukrainischen Gesetze. Unter anderem wies er dadurch das Kabinett Schmyhal auch dazu an, ein neues Arbeitsgesetzbuch vorzubereiten.
Im August 2022 unterschrieb Selenskyj das Gesetz Nr. 5371, mit dem das Arbeitsrecht für kleine und mittlere Unternehmen mit weniger als 250 Beschäftigten geändert werden soll. Die betroffenen Unternehmen dürfen auf der Grundlage des neuen Gesetzes mit ihren abhängig Beschäftigten individuelle Verträge schließen, die von Tarifverträgen abweichen. Somit wurden Rechte von Arbeitern faktisch eingeschränkt. Das Gesetz soll für die Dauer des Krieges gegen die Russische Föderation gelten. Der bereits im Jahr 2021 registrierte Gesetzesentwurf war von der ukrainischen NRO Office of Simple Solutions and Results, ukrainischen Unternehmerverbänden und Vertretern des USAID-Programms entwickelt worden.
Sowohl der ukrainische Gewerkschaftsverband FPU als auch der Europäische und der Internationale Gewerkschaftsbund kritisierten das Gesetz, da es internationale Standards unterlaufe. Letztere wandten sich dabei auch an die Europäische Union.

#### Energie
Selenskyj versuchte, die ukrainische Volkswirtschaft von Energie aus Russland unabhängiger zu machen und sie stärker in westliche Energiemärkte und -systeme zu integrieren. Die Wirtschaft sollte sich auch besser selbst mit Energie versorgen können.
Im Dezember 2019 unterzeichneten die Energieunternehmen Gazprom (Russland) und Naftogaz (Ukraine) einen bis 2024 geltenden Transitvertrag, in dem sich Gazprom auf geringere Gas-Liefermengen als in den vorherigen Jahren verpflichtete. Für ihren Eigenbedarf importierte die Ukraine bereits ab 2016 kein russisches Gas mehr auf direktem Wege, sondern bezog das Gas größtenteils aus der Slowakei. Unter Selenskyj beschloss die Regierung, mehr Gasfelder in der Ukraine zu erschließen und zu nutzen. Letzteres betraf etwa das Schwarze Meer und das Yuzivska-Gasfeld in der Ostukraine.
Selenskyj wollte den bereits relativ hohen Anteil der Atomenergie an der Stromversorgung des Landes weiter anheben. Westinghouse unterstützte dabei den ukrainischen Staatskonzern Energoatom.
Den Green Deal der Europäischen Union befürwortete Selenskyj. Um die Stromgewinnung aus erneuerbaren Energiequellen zu fördern, unterzeichnete Selenskyj 2020 ein Gesetz. Allerdings blieben die Bedingungen für Produzenten schwierig. Obgleich der ukrainische Staat als garantierter Abnehmer von den Herstellern grünen Strom nahm, verschuldete er sich ihnen gegenüber bis 2021 auf zirka eine Milliarde Euro.
Unter Selenskyj verfolgte die Regierung die Absicht, das ukrainische Stromnetz 2021/22 vom russischen Netz zu lösen und 2023 mit dem kontinentaleuropäischen Netz zu synchronisieren. Bereits 2017 hatten der europäische Verband ENTSO-E, der ukrainische Betreiber Ukrenerho und von moldauischer Seite Moldelectrica konkrete technische Schritte bestimmt. Im Juli 2021 verpflichtete sich Deutschland dazu, in Kooperation mit der Europäischen Union und den USA die Ukraine bei der Umsetzung zu unterstützen. Die Europäische Union und Deutschland hofften, die Ukraine als Exporteur grünen Stroms und Wasserstoffs zu gewinnen, um die Ziele des Green Deals erreichen zu können. Allerdings war die Synchronisierung in geopolitischer Hinsicht brisant, da die Russische Föderation die selbsternannten Volksrepubliken Donezk und Lugansk, die Krim und primär über Transnistrien auch Moldau mit Strom versorgte. Aufgrund der russischen Invasion erfolgte bereits im März 2022 eine Notfallsynchronisierung. Vertreter der Europäischen Union und Selenskyj betrachteten es als einen wichtigen Schritt auf dem Weg der EU-Integration.

#### Freihandel
Ab seinem ersten Amtsjahr setzte sich Selenskyj dafür ein, den Handel zwischen der Ukraine und anderen Staaten zu liberalisieren. Dabei stellte Selenskyj noch stärker als sein Vorgänger Petro Poroschenko diplomatische Kontakte in den Dienst der Wirtschaft. 2021 wandte sich Selenskyj öffentlich an die ukrainischen Diplomaten und erklärte Freihandelsabkommen zu einer der Prioritäten ukrainischer Außenpolitik. Er betrachtete gemeinsame ökonomische Interessen von Staaten als wichtige Basis, um politische Beziehungen zu stärken.
2019 schloss die Ukraine mit der Republik Moldau, Georgien und Aserbaidschan ein Abkommen, um einen gemeinsamen Wirtschaftsraum zu bilden und ein bestehendes Freihandelsabkommen zu vertiefen. Nachdem Selenskyj bereits 2019 ein Gesetz über den Freihandel mit Israel unterzeichnet und 2020 auch Israel das Abkommen ratifiziert hatte, trat es 2021 in Kraft.
Während die Minsker Verhandlungen 2020 nicht befriedigend verliefen, versuchte Selenskyj zunehmend, Partner zu finden, um die Ukraine vor der Russischen Föderation zu schützen. Dabei fielen Sicherheits- und Wirtschaftspolitik teilweise miteinander zusammen. So unterzeichnete Selenskyj 2020 mit Boris Johnson (Vereinigtes Königreich) ein Abkommen über politische Kooperation, Freihandel und strategische Partnerschaft. 2021 unterzeichneten die Außenminister Dmytro Kuleba (Ukraine) und Antony Blinken (USA) ein Abkommen über strategische Partnerschaft, das auch die Absicht beinhaltete, den Handel zwischen beiden Staaten zu liberalisieren. 2022 unterzeichneten die Ukraine und die Türkei nicht nur ein Freihandelsabkommen, sondern beide Seiten vereinbarten, im Bereich der militärischen Produktion enger miteinander zu kooperieren.
Im Dezember 2021 stießen Selenskyjs Freihandelsabsichten auf Grenzen, indem das Embargo gegen zahlreiche Waren aus der Russischen Föderation um ein Jahr verlängert wurde. Die Ukraine blockierte weiterhin den Handel mit den sogenannten Volksrepubliken Lugansk und Donezk. Des Weiteren erhob die Ukraine gegen Belarus Strafzölle. Nachdem russische Truppen im Februar 2022 die Ukraine angegriffen hatten, setzte Selenskyj einen Schwerpunkt darauf, internationale Sanktionen gegen die russische Volkswirtschaft zu erreichen, wie zum Beispiel ein Handelsembargo.

#### Wirtschaftliche Maßnahmen gegen Auswirkungen der Coronapandemie
Im März 2020 verhängte die Regierung einen landesweiten Lockdown. Um auf die Coronapandemie reagieren zu können, waren der Regierung relativ enge Haushaltsgrenzen gesetzt. Allerdings gewährten im Verlauf der Pandemie die Weltbank, der Internationale Währungsfonds und die Europäische Union dem ukrainischen Staat finanzielle Hilfe. Die Regierung änderte ihren Haushaltsplan, zog im April 2020 Mittel aus dem Bereich Bildung und Kultur ab und plante sie für den Kampf gegen das Coronavirus ein. Einen großen Teil davon nutzte die Regierung jedoch nicht für medizinisches Personal und dessen Ausrüstung, um direkt gegen das Virus kämpfen zu können, sondern für die Nationalpolizei und den Straßenbau.
Ein großes Infrastruktur-Programm hatte Selenskyj schon vor der Pandemie angestrebt. Dadurch sollten Arbeitsplätze und bessere Straßen entstehen. Selenskyj sprach sich dafür aus, es auch nach 2021 fortzusetzen. Allerdings war das Programm kontrovers. Einige Projekte waren weniger transparent und von Vorwürfen der Kartellbildung und Korruption begleitet.
Auf Selenskyjs Initiative hatte die Regierung bereits im Februar 2020 ein Programm begonnen, in dem sich einige Banken bereit erklärten, kleinen und mittleren Unternehmen günstige Kredite zu geben. Das Wirtschaftsministerium erklärte, dass bis September 2021 mehrere Milliarden Hrywnja gewährt worden seien.
Um den Unternehmen dabei zu helfen, die Lohnkosten zu senken, veränderte die Regierung ab März 2020 das Arbeitsgesetz. Der Staat erleichterte die Bedingungen für unbezahlten Urlaub, führte Heimarbeit und flexible Arbeitszeiten als legale Beschäftigungsformen ein und änderte die Regeln für Kurzarbeit. Dabei hing es auch von den Beschäftigten ab, unbezahltem Urlaub oder Arbeitszeit- und entsprechenden Lohnkürzungen zuzustimmen. Des Weiteren bot der Staat den aufgrund der Pandemie stillgelegten Unternehmen an, sich an den Lohnzahlungen zu beteiligen. Meist entschieden sich Unternehmer jedoch zur Entlassung von Beschäftigten.

### Rolle in der Ukraine-Affäre Präsident Trumps

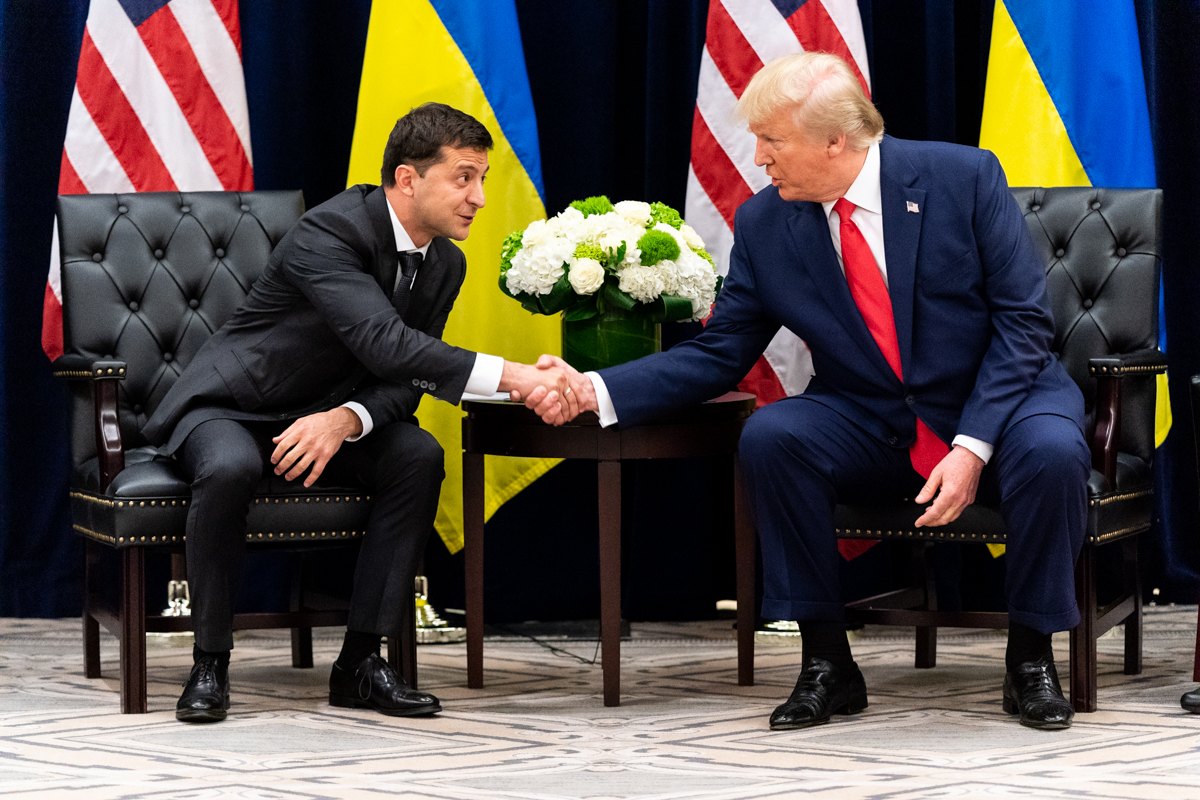
Selenskyj und US-Präsident Donald Trump im September 2019

In den Jahren 2019/20 versuchte der US-Präsident Donald Trump, Selenskyj in der „Ukraine-Trump-Affäre“ zu instrumentalisieren. Bereits im Mai 2019 diskutierte Selenskyj mit seinen Beratern, wie mit dem Druck seitens Donald Trumps und dessen Beraters Rudy Giuliani umgegangen werden solle. Am 25. Juli 2019 soll Trump Selenskyj in einem Telefonat aufgefordert haben, als Gegenleistung für dringend benötigte Militärhilfe Ermittlungen gegen Joe Biden, den möglichen Gegenkandidaten Trumps bei den US-Präsidentschaftswahlen 2020, einzuleiten. Biden soll in seiner früheren Position als US-Vizepräsident angeblich die Entlassung des ukrainischen Generalstaatsanwalts Wiktor Schokin veranlasst haben, um seinen Sohn Hunter, der von 2014 an im Verwaltungsrat des ukrainischen Erdgaskonzerns Burisma Holdings tätig war, vor Korruptionsermittlungen zu schützen. Selenskyj äußerte gegenüber einem Reporter des Fernsehsenders Rossija 24, dass ihn niemand unter Druck setzen könne, da er der Präsident eines unabhängigen Landes sei. Allerdings hielt die US-Regierung zum Zeitpunkt des Telefonats bereits vom Kongress genehmigte Militärhilfe für die Ukraine in Höhe von fast 400 Millionen Dollar zurück. Das Bekanntwerden des Telefonats löste im August 2020 die Ukraine-Affäre aus. Die amerikanische Demokratische Partei nahm den Anruf zum Anlass, ein Amtsenthebungsverfahren gegen Trump vorzubereiten.

### Konflikt mit Russland bis 2022

#### Krieg im Donbass
Kurz nachdem Selenskyj die Wahl zum Präsidenten gewonnen hatte, begann der russische Präsident Wladimir Putin, Selenskyj gezielt unter Druck zu setzen. Mit Präsidialerlassen ermöglichte er ukrainischen Bürgern im Donbass, die russische Staatsbürgerschaft einfacher zu bekommen.
In seiner Antrittsrede am 20. Mai 2019 in der Werchowna Rada bestimmte Selenskyj die Waffenruhe im Donbass zur ersten Aufgabe. Zwar wolle er Frieden schaffen, aber die ukrainischen Territorien nicht aufgeben. Selenskyj bezeichnete die Rückkehr aller ukrainischen Kriegsgefangenen als ersten Schritt eines Dialoges. Die nächste Herausforderung bestehe darin, Krim und Donbass und deren Bevölkerung zurückzuführen. Dabei gelte es zunächst, den Menschen das Gefühl zu geben, Ukrainer zu sein, was nicht primär eine Frage des Passes sei.
Anfang Juli 2019 fanden bei Stanyzja Luhanska, wo sich der einzige Übergang vom Territorium, das von Kiew kontrolliert wurde, in die sogenannte Volksrepublik Luhansk befand, Truppenentflechtungen statt. Selenskyj äußerte vorsichtig eine Hoffnung auf Frieden.
Während des Ukraine-EU-Gipfels im Juli 2019 in Kiew, an dem auch EU-Ratspräsident Donald Tusk und EU-Kommissionschef Jean-Claude Juncker teilnahmen, schlug Selenskyj in einer Videobotschaft an Wladimir Putin direkte gemeinsame Gespräche in der belarussischen Hauptstadt Minsk zur Friedenslösung im Ukraine-Krieg vor. Neben ihm und Putin sollten der amerikanische Präsident Donald Trump, die britische Regierungschefin Theresa May, der französische Präsident Emmanuel Macron sowie die deutsche Bundeskanzlerin Angela Merkel daran teilnehmen. Der Kremlsprecher Dmitri Peskow teilte daraufhin mit, dass Russland die Idee Selenskyjs als neue Initiative prüfe. Am 11. Juli 2019 kam es zu einem ersten Telefongespräch zwischen Selenskyj und Putin.
Am 7. September 2019 tauschten die Ukraine und die Russische Föderation je 35 Gefangene aus. Selenskyj kündigte am Tag des Austausches weitere Schritte an: die Befreiung aller Ukrainer, Truppenentflechtungen im Donbass, Waffenruhe und ein Ende des Krieges. Das Außenministerium der Russischen Föderation äußerte die Hoffnung, durch weitere Schritte die Minsker Vereinbarungen umzusetzen.

#### Ukrainischer Widerstand gegen Selenskyjs Friedensbemühungen
Anfang Oktober 2019 verhandelten in der Trilateralen Kontaktgruppe Vertreter der Ukraine, der Russischen Föderation und der sogenannten Volksrepubliken über die Steinmeier-Formel. Die Formel ging auf den damaligen deutschen Außenminister Frank-Walter Steinmeier zurück, der vorgeschlagen hatte, den ostukrainischen Regionen Luhansk und Donezk einen Sonderstatus zu verleihen und dort Wahlen unter Beobachtung der OSZE durchzuführen. Zudem gab Selenskyj bekannt, dass die Vertreter der Trilateralen Kontaktgruppe sich darauf geeinigt hätten, Truppen bei Solote und Petriwske zu entflechten.
Am 2. Oktober 2019 zogen Demonstranten vom Majdan in die Nähe des Präsidentenbüros, wo sich etwa 2000 Personen sammelten, um gegen die Steinmeier-Formel zu protestieren. Sie deuteten die Formel als Verrat an der ukrainischen Nation. Vier Tage später versammelten sich laut Angaben der Polizei etwa 10.000 Menschen auf dem Majdan, darunter auch Vertreter der Parteien Swoboda und Nationales Corps. Mitte Oktober veranstalteten Veteranen aus dem Krieg im Donbass einen Marsch durch Kiew. Einige der Aktivisten forderten von Selenskyj, entweder den Sieg im Krieg gegen die Russische Föderation zu erringen oder zurückzutreten. Sie wandten sich gegen die Steinmeier-Formel und gegen Selenskyjs Vorhaben, Truppenentflechtungen entlang der Kontaktlinie im Donbass durchzuführen.
Selenskyj richtete sich Anfang Oktober in einer Rede per Video an das ukrainische Volk, um die Steinmeier-Formel zu erklären. Er reagierte dabei auf Kritiker, die ihm Verrat oder eine Kapitulation vor der Russischen Föderation vorwarfen. Er wolle keinen Frieden um jeden Preis und werde nicht zulassen, dass in den sogenannten Volksrepubliken Wahlen unter vorgehaltener Waffe stattfänden.
Auch an der Front stieß Selenskyj auf Widerstand. Als er Ende Oktober 2019 nach Solote reiste, wo Truppenentflechtungen stattfinden sollten, verhielten sich einige Personen aus den ukrainischen Freiwilligenbataillonen ihm gegenüber respektlos. Zudem verweigerten sie den Gehorsam und zogen nicht sofort von der Kontaktlinie ab.
Putins Sprecher Dmitri Peskow erklärte, Putin werde nur dann an einem neuen Treffen im Normandie-Format teilnehmen, wenn Selenskyj die Nationalisten kontrolliere und die vereinbarten Truppenentflechtungen voranbringe. Putin selbst äußerte Zweifel, ob Selenskyj sich gegen die Nationalisten behaupten könne.
Bis Mitte November gelang die weitere Truppenentflechtung bei Solote und Petriwske. Am 15. November einigten sich die Ukraine, die Russische Föderation, Frankreich und die Bundesrepublik Deutschland darauf, am 9. Dezember 2019 ein Gespräch im Normandie-Format zu führen. Allerdings gab es weiterhin Proteste gegen Selenskyjs Verhandlungspläne.

#### Friedensgespräche 2019

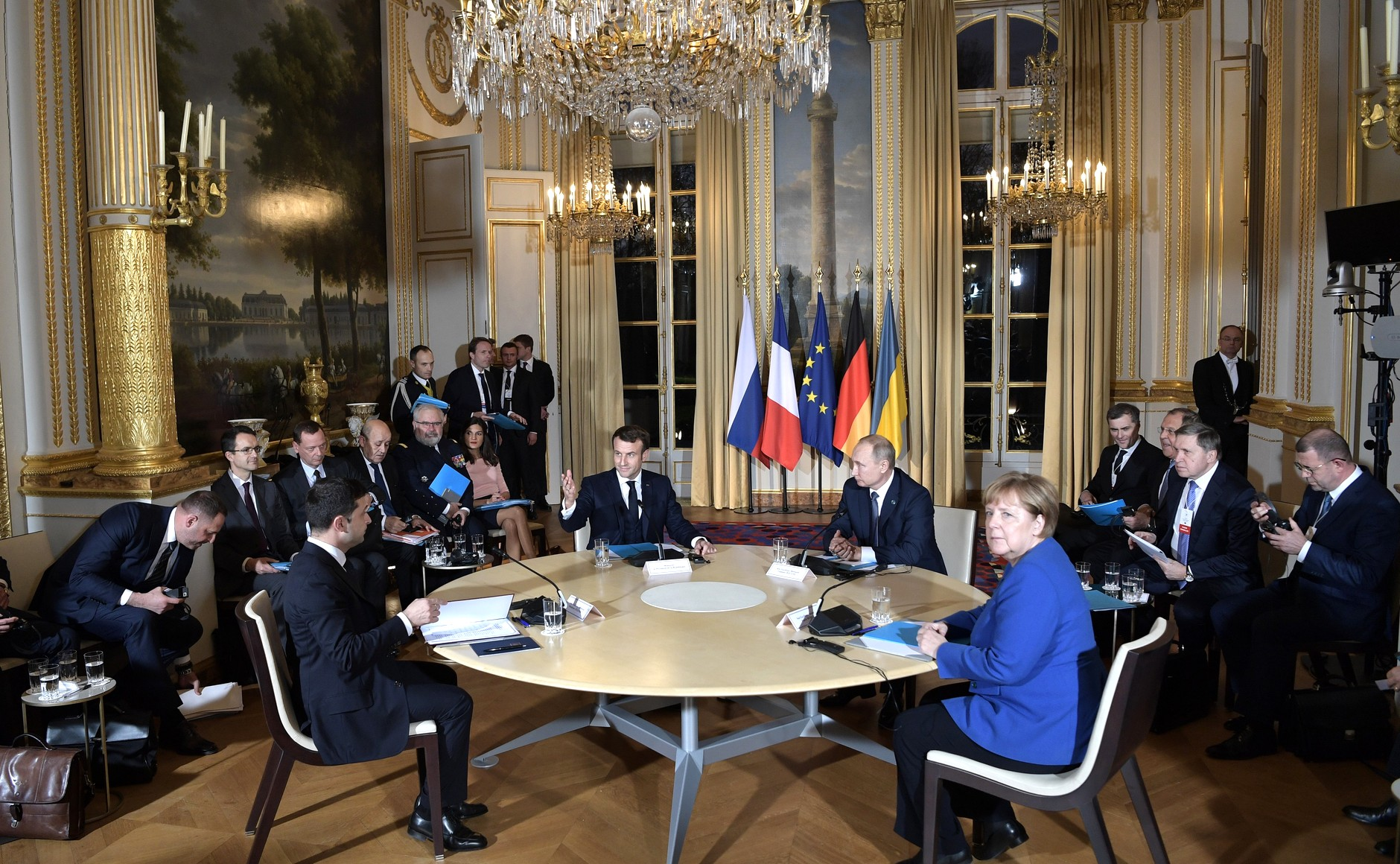
Treffen von Selenskyj, Putin, Merkel und Macron im Normandie-Format, Paris, Dezember 2019

Am 9. Dezember 2019 nahm Selenskyj an einem Treffen im Normandie-Format teil, zu dem der französische Präsident Emmanuel Macron nach Paris eingeladen hatte. Im Élysée-Palast verhandelte Selenskyj mit Macron, der deutschen Bundeskanzlerin Angela Merkel und dem russischen Präsidenten Wladimir Putin, mit dem Selenskyj hier zum ersten (und einzigen) Mal zusammentraf. Sie vereinbarten die Umsetzung eines völligen Waffenstillstands in der Ostukraine bis Ende des Jahres 2019 und einen Truppenrückzug in drei weiteren Gebieten an einer Demarkationslinie bis Ende März 2020. Ferner ermunterten die Teilnehmer des Treffens die Trilaterale Kontaktgruppe, die Vertreter der Russischen Föderation, der Ukraine und der OSZE umfasste, dazu, den Austausch und die Freilassung von Gefangenen zu ermöglichen. Des Weiteren forderten die Teilnehmer, die Steinmeier-Formel in ukrainisches Recht umzusetzen.

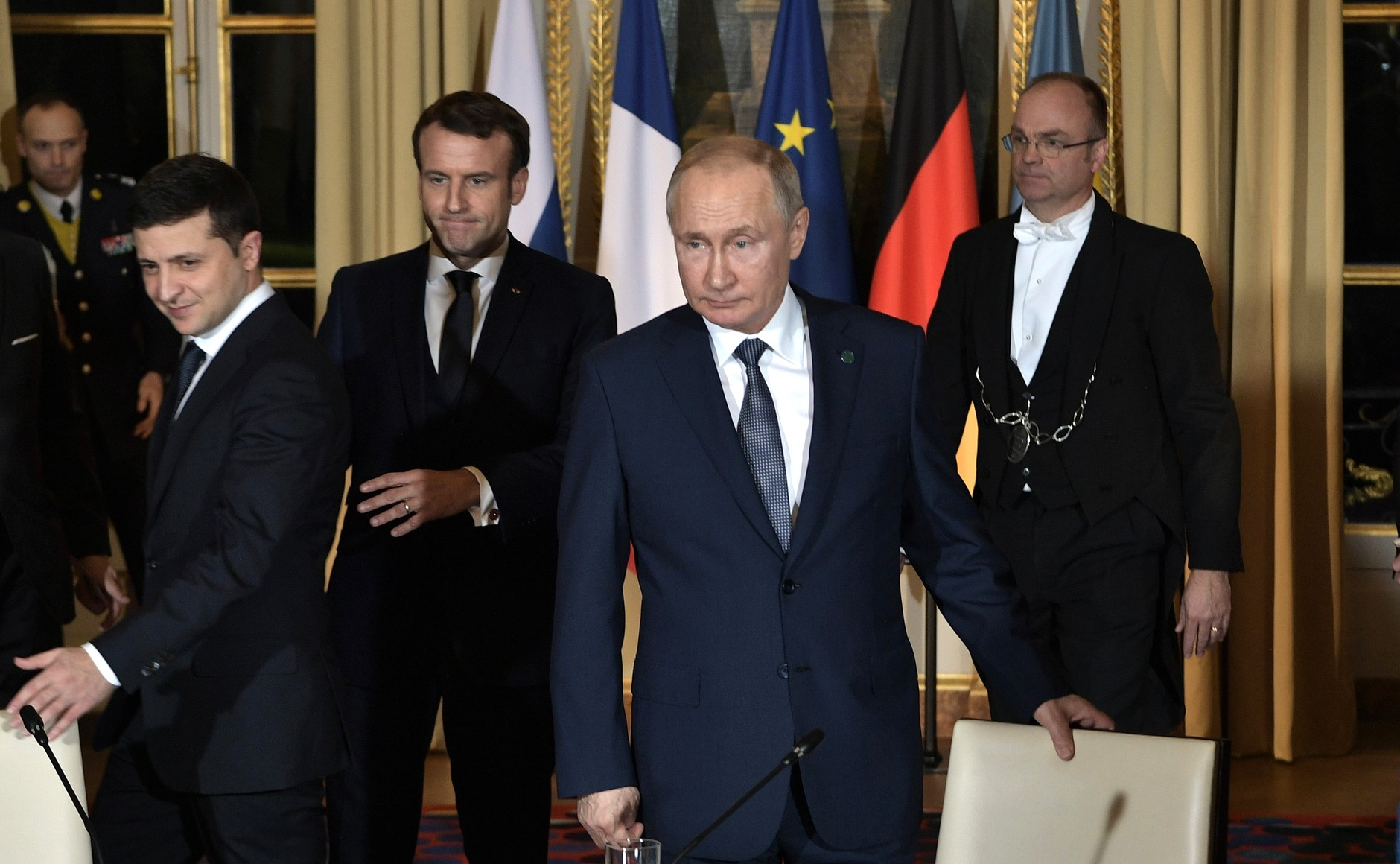
Selenskyj und Putin beim Normandie-Format, dahinter Macron

Vor wie nach dem Treffen einigten Selenskyj und Putin sich nicht hinsichtlich der Gültigkeit der Minsker Vereinbarungen. Selenskyj akzeptierte die Passage nicht, laut der in den sogenannten Volksrepubliken in der Ostukraine Wahlen abgehalten werden sollten und die Regierung in Kiew erst danach die volle Kontrolle über diese Territorien zurückerhalten sollte. Selenskyj legte dar, dass vor den Wahlen alle bewaffneten Kämpfer aus den betreffenden Territorien abgezogen werden sollten. Putin hingegen bestand auf den Minsker Vereinbarungen. Er erklärte, für eine Änderung der Vereinbarungen müsse Selenskyj auch mit weiteren Vertragsparteien reden, nämlich mit den Anführern der sogenannten Volksrepubliken im Donbass. Selenskyj lehnte das ab. Merkel und Macron wollten in diesem Punkt keinen Druck auf Putin ausüben. Der US-Diplomat Kurt Volker hatte zuvor den Standpunkt vertreten, dass die Russische Föderation vor Wahlen im Donbass Truppen abziehen müsse.
Nach dem Treffen sprach sich Selenskyj dafür aus, das noch bis zum Ende des Jahres 2019 gültige Gesetz über den Sonderstatus der sogenannten Volksrepubliken im Donbass für ein weiteres Jahr zu verlängern. Allerdings wollte er die Steinmeier-Formel noch nicht in den Gesetzestext einarbeiten, sondern abwarten, ob sich die Lage im Donbass beruhige.
Selenskyj äußerte kurz nach dem Treffen, es sei ihm schwergefallen, mit Putin zu verhandeln. Putin zergliedere Themen genau und achte sehr auf die Wortwahl. Zwar sprach Selenskyj von Fortschritten, aber es bleibe abzuwarten, ob er sich wirklich mit Putin einigen könne. Im Februar 2023 äußerte sich Selenskyj in einem Interview ausführlich zu dem Treffen. Er habe das Minsker Abkommen bzw. die darauf beruhenden Gesprächsplattformen nutzen wollen, um vor allem den Gefangenenaustausch voranzubringen. Mit dem Abkommen selbst hätten Deutschland und Frankreich versucht, die Russische Föderation vorübergehend zu beruhigen, indem sie ihr Einfluss auf die Ukraine zugestanden hätten.

#### Kiews militärischer Kurs 2021

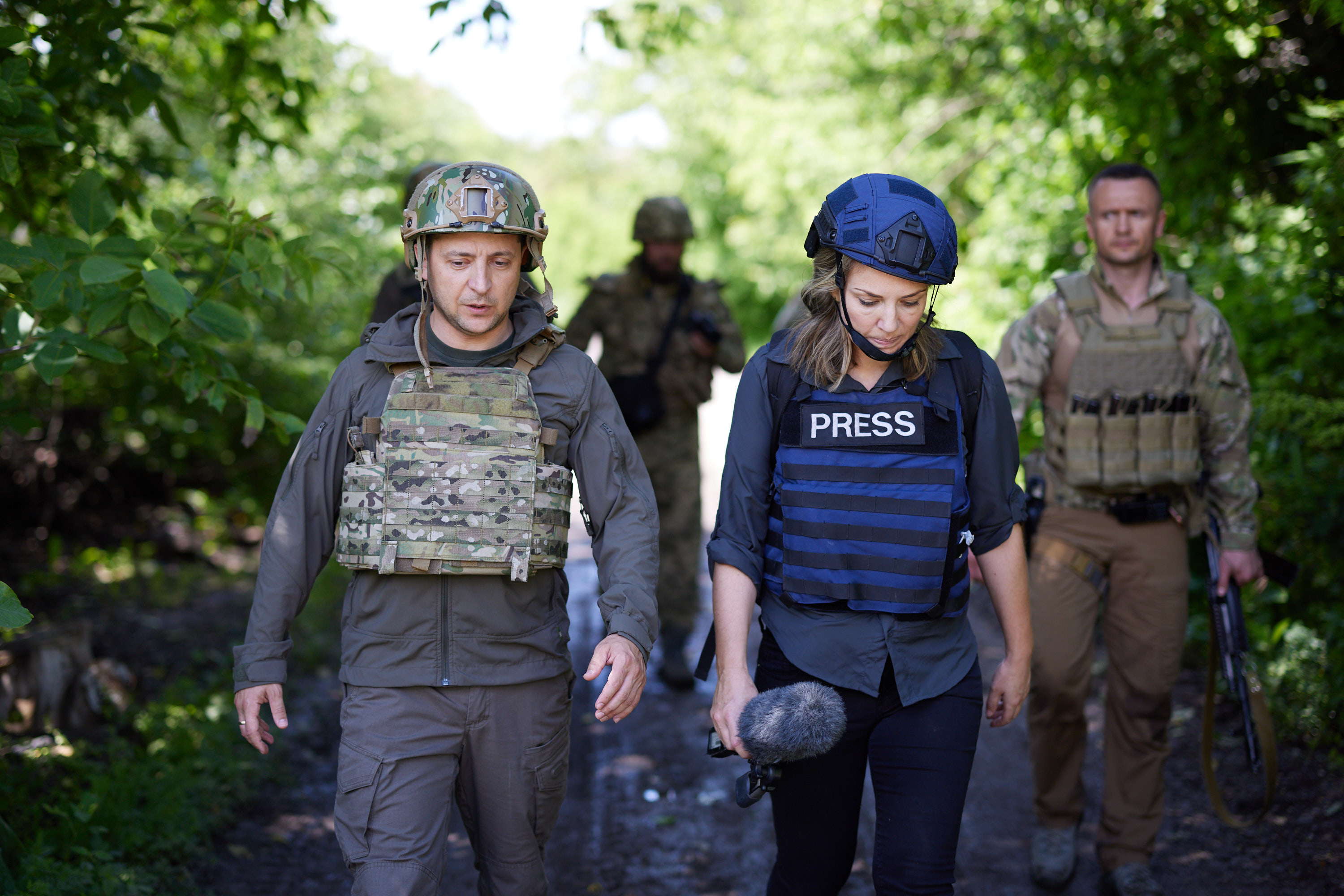
Selenskyj in der Oblast Donezk im Juni 2021

Nachdem Selenskyj Mitte Dezember 2020 den Erlass Nr. 570/2020 unterzeichnet und das Parlament Ende Januar 2021 den Gesetzesentwurf Nr. 4499 verabschiedet hatte, unterschrieb Selenskyj Anfang Februar 2021 das betreffende Gesetz Nr. 1131-IX. Damit erlaubte er, dass im Jahr 2021 mehr Truppen aus NATO-Staaten auf ukrainischem Territorium erscheinen durften. Geplant waren acht Manöver auf ukrainischem Territorium, darunter Rapid Trident, Cossack Mace und Sea Breeze. Zudem war vorgesehen, dass ukrainische Truppen sich auch außerhalb der Ukraine an multinationalen Übungen beteiligen sollten, an denen unter anderem auch NATO-Staaten und Georgien teilnehmen sollten.
Am 24. März 2021 unterzeichnete Selenskyj das Dekret Nr. 117/2021 zur Umsetzung des Beschlusses des Nationalen Sicherheits- und Verteidigungsrates vom 11. März 2021 „Über die Strategie der Deokkupation und Wiedereingliederung des vorübergehend besetzten Territoriums der Autonomen Republik Krim und der Stadt Sewastopol“.
Am 25. März 2021 unterzeichnete Selenskyj das Dekret Nr. 121/2021 und stimmte der neuen ukrainischen Militärstrategie zu. Diese bestimmte die Russische Föderation als Hauptgefahr für die Sicherheit des ukrainischen Staates. Die Strategie zielte darauf ab, die Russische Föderation von Angriffen und Besatzung abzuschrecken, indem die Kosten für solche Aggressionen erhöht werden sollten. Sie sah unter anderem vor, die Kräfte der Territorialverteidigung zu stärken, Waffen zu modernisieren und asymmetrische Verteidigung zu trainieren. Für den Verteidigungsfall wurde ein vierstufiges Szenario entwickelt.
Ende Juli 2021 unterzeichnete Selenskyj zwei Gesetze, um die Anzahl der Streitkräfte zu erhöhen, die Truppen der Territorialverteidigung und die Spezialeinheiten zu stärken sowie die Bevölkerung auf nationalen Widerstand vorzubereiten.
Im August 2021 gab Selenskyj Auskünfte über die Pläne, die ukrainische Flotte bis 2035 auszubauen. Geplant waren kleinere U-Boote, Korvetten und militärische Boote. Zudem sollten Marinestützpunkte errichtet werden, wobei in Berdjansk zu beginnen sei. Dafür suchte Selenskyj die Unterstützung der Europäischen Union, des Vereinigten Königreichs und der USA. Er wollte dadurch die Blockierungen an den Küsten des Schwarzen und des Asowschen Meeres überwinden und der Okkupation der Krim entgegenwirken. Er äußerte, dass die Ukraine bereits die Präsenz von Flotten aus NATO-Staaten im Schwarzen Meer und im Asowschen Meer erhöhe.

#### Russischer Aufmarsch an der Grenze zur Ukraine
Nach einer Entspannungsphase von Juli bis Dezember 2020 stellten OSZE-Beobachter Anfang des Jahres 2021 eine steigende Anzahl von Verletzungen der Waffenruhe im Donbass fest. Kiew und Moskau zogen in der Nähe der umstrittenen Territorien mehr Truppen und Waffen zusammen. Beide Seiten warfen einander vor, zu eskalieren. Putins Sprecher Dmitri Peskow gab an, die Russische Föderation sei bereit, Truppen im Donbass einzusetzen, um die dortigen russischen Staatsbürger zu schützen. Der ukrainische Generalstabschef Ruslan Chomtschak hingegen bestritt, dass Kiew einen Angriff plane. Allerdings hatte er Ende März 2021 in einem Interview versichert, Selenskyj habe kein Problem damit, einen Angriff zu befehlen. Er wies jedoch auf mögliche zivile Opfer hin.
Im Frühjahr 2021 begann Russland damit, Streitkräfte aus Sibirien und der Umgebung von Moskau an die ukrainische Grenze zu verlegen, zum Teil auch auf dem Gebiet des benachbarten Belarus. Im darauf folgenden Herbst begannen diese Truppen mit umfangreichen Militärmanövern. Dabei handelte es sich im April um eine jährliche Großübung, in der die Einsatzbereitschaft von Verbänden aller Militärbezirke überprüft werden sollte. Zusätzlich erhöhte der Kreml die Truppenanzahl auf der Krim und in der Nähe der Ostukraine. Die Russische Föderation reagierte damit auf die jährliche Großübung Defender-Europe 21, die im März 2021 unter Führung der USA begonnen hatte. Der Kreml wollte die USA davon abschrecken, die Ukraine weiter aufzurüsten und in die NATO zu integrieren.
Am 30. März 2021 teilte Ruslan Chomtschak in der Werchowna Rada mit, dass 28 russische Bataillone entlang der russisch-ukrainischen Grenze Militärübungen abhielten. Selenskyj erklärte, die Ukraine sei bereit, um auf Provokationen zu reagieren, aber Kiew strebe an, Bürger und Staatsgebiet auf friedlichem Wege zurückzugewinnen.
Am 2. April 2021 telefonierte Selenskyj erstmals mit US-Präsident Joe Biden, der zusicherte, dass Washington die Souveränität und territoriale Integrität des ukrainischen Staates unterstütze. Mitte April beriet Selenskyj mit dem französischen Präsidenten Emmanuel Macron und der Bundeskanzlerin Angela Merkel über die Situation in der Ostukraine. Gemeinsam forderten sie die Russische Föderation zum Truppenabzug auf. Am 20. April hielt Selenskyj eine Ansprache an die Bürger der Ukraine, in der er dem Präsidenten der Russischen Föderation Wladimir Putin anbot, sich mit ihm im Donbass zu treffen, um über die Lage in der Region zu reden. Kurz darauf lehnte Putin das Angebot ab. Selenskyj solle sich stattdessen mit den Anführern der Volksrepubliken Lugansk und Donezk treffen. Zu einem Treffen in Moskau sei Putin jedoch bereit.
Im Mai 2021 erschien in der Frankfurter Allgemeinen Zeitung ein Interview mit Selenskyj, in dem er seine Besorgnis darüber äußerte, dass die Russische Föderation die Ukraine bedrohe. Laut Selenskyj könnte die Bundesrepublik Deutschland die Ukraine militärisch mehr unterstützen. Außenminister Heiko Maas lehnte ab und plädierte für eine politische Lösung.

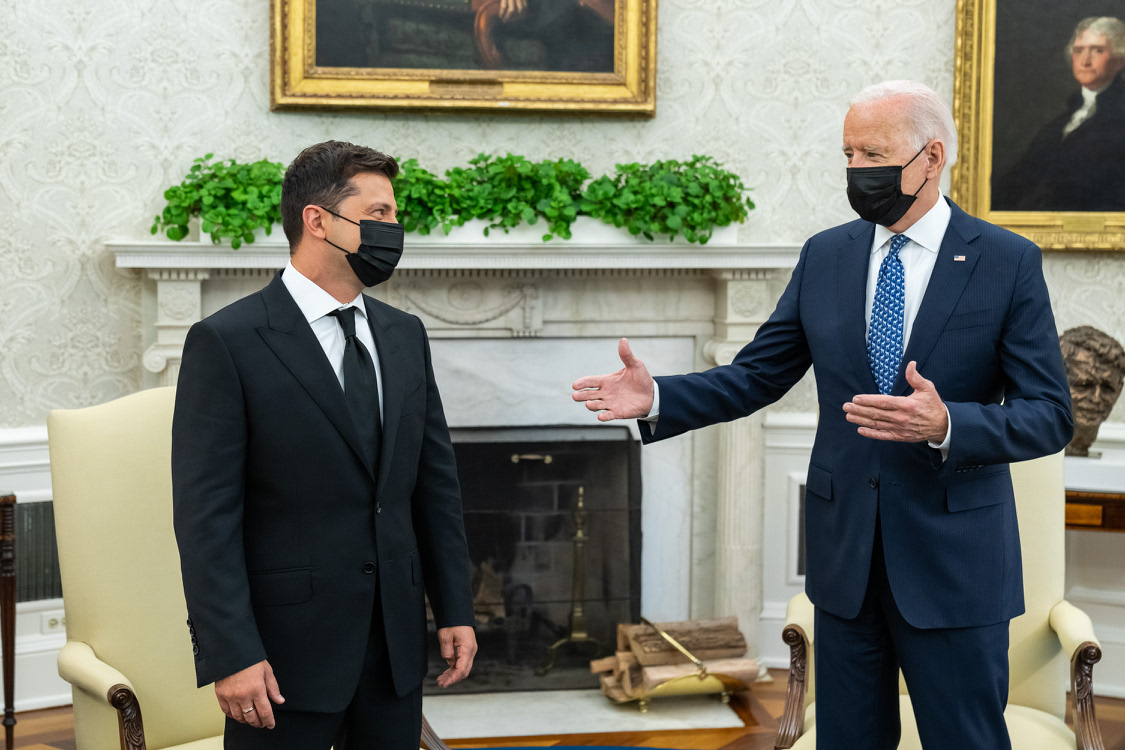
Selenskyj und US-Präsident Joe Biden im Weißen Haus im September 2021, während der COVID-19-Pandemie

Anfang September 2021 besuchte Selenskyj den US-Präsidenten Joe Biden im Weißen Haus. Selenskyj bat Biden darum, darüber zu diskutieren, wie Biden sich die Rolle der USA in einer friedlichen Lösung des Donbass-Problems vorstelle. Ferner bat er Biden, dem ukrainischen Staat dabei zu helfen, 450 Gefangene aus Gefängnissen im Donbass, auf der Krim und in der Russischen Föderation zu befreien. In einer gemeinsamen Stellungnahme sagten die USA angesichts des Aufmarsches russischer Truppen zu, die Souveränität der Ukraine zu schützen und die Ukraine bei ihrer Integration in die NATO zu unterstützen. Der Ukraine wurden Gelder als Militärhilfe, humanitäre Hilfe sowie als Unterstützung im Kampf gegen das Corona-Virus zugesagt. Die Ukraine verpflichtete sich zu Justizreformen und Maßnahmen gegen die Korruption.
Im November 2021 erklärte Selenskyj auf einer Pressekonferenz, er habe Kenntnis erhalten, wonach ein von Russland initiierter Staatsstreich stattfinden solle und es diesbezüglich Tonaufnahmen von Vertretern der russischen Administration mit dem ukrainischen Oligarchen Rinat Achmetow gebe. Selenskyj gab an, Achmetow zur Rede stellen zu wollen, da nicht ausgeschlossen sei, dass Achmetow in die Putschabsichten „nur hereingezogen“ werden sollte und nicht involviert sei. Die Russische Föderation und Achmetow wiesen die Vorwürfe zurück. Bezüglich des Aufmarsches russischer Truppen äußerte Selenskyj, die Situation sei nicht schlimmer als im Frühjahr und die Ukraine sei auf Eskalationen vorbereitet.
Am 1. Dezember 2021 redete Selenskyj vor dem ukrainischen Parlament und erklärte, mit der Russischen Föderation direkt verhandeln zu müssen, um den Krieg im Donbass zu beenden. Zudem kündigte er einen Gesetzesentwurf, mit dem die doppelte Staatsbürgerschaft eingeführt werden soll, an. Mitte Dezember traf Selenskyj in Brüssel den französischen Präsidenten Emmanuel Macron und den Bundeskanzler Olaf Scholz am Rande des EU-Gipfels der Östlichen Partnerschaft. Vor der Presse bot Selenskyj der Russischen Föderation an, sich im Normandie-Vier-Format zu treffen.
Nachdem US-Außenminister Antony Blinken sich mit Selenskyj am 19. Januar 2022 in Kiew getroffen und vor einem möglichen baldigen Angriff der Russischen Föderation gewarnt hatte, wandte Selenskyj sich per Video an die Bürger der Ukraine. Dabei warf er den Medien vor, die Menschen in Aufregung zu versetzen, und forderte die Bürger auf, nicht in Panik zu verfallen.

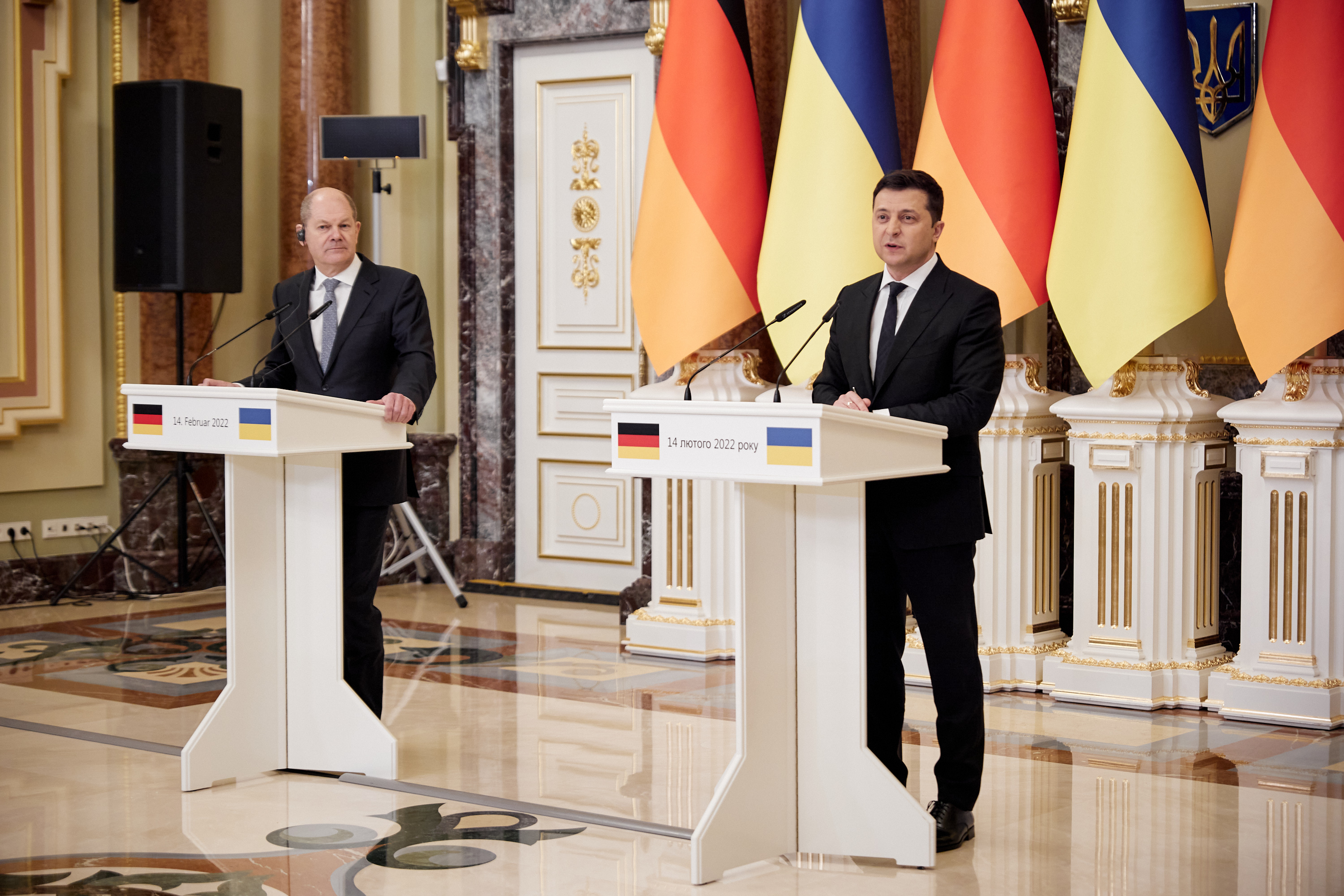
Selenskyj und Bundeskanzler Olaf Scholz Mitte Februar 2022

Am 1. Februar 2022 unterzeichnete Selenskyj ein Dekret, laut dem die ukrainischen Streitkräfte in den folgenden drei Jahren von 250.000 auf 361.000 Soldaten vergrößert werden sollten. Des Weiteren schlug er vor, die allgemeine Wehrpflicht abzuschaffen.
Als Reaktion auf eine Unterrichtung der Regierungschefs der NATO-Staaten durch die USA (beziehungsweise den US-amerikanischen Geheimdienst CIA), wonach Russland möglicherweise am 16. Februar 2022 einen Angriff auf die Ukraine beginnen würde, erklärte Selenskyj diesen Tag per Dekret zum nationalen Feiertag.
Während an der Kontaktlinie im Donbass intensiver gekämpft wurde, besuchte Selenskyj dort am 17. Februar 2022 ukrainische Soldaten und rief die OSZE-Beobachter dazu auf, auch weiterhin Verletzungen des Waffenstillstandes zu dokumentieren.
Nachdem die Anführer der sogenannten Volksrepubliken Donezk und Lugansk am 18. Februar behauptet hatten, Kiew plane einen Angriff auf die Volksrepubliken, und begonnen hatten, Zivilisten in die Russische Föderation zu evakuieren, ordneten sie am 19. Februar eine allgemeine Mobilmachung an. Am 19. Februar 2022 reiste Selenskyj trotz Warnungen zur Münchner Sicherheitskonferenz, um dort in einer Rede mehr Unterstützung durch die EU- und NATO-Staaten einzufordern.

### Russischer Überfall auf die Ukraine 2022

#### Beginn des russischen Überfalls auf die Ukraine
Nachdem die meisten Abgeordneten der Duma am 15. Februar 2022 dafür gestimmt hatten, erkannte der Präsident der Russischen Föderation Wladimir Putin am 21. Februar die sogenannten Volksrepubliken Donezk und Luhansk als unabhängige Staaten an. Am selben Tag ordnete Putin an, dorthin Truppen zu entsenden und diplomatische Beziehungen mit den Volksrepubliken aufzunehmen. Am 22. Februar stimmte der Föderationsrat der Russischen Föderation dem Auslandseinsatz der Streitkräfte zu. Zudem erklärte Putin, dass die von ihm anerkannten Volksrepubliken das ganze Territorium der Oblaste Donezk und Lugansk beansprucht hätten.
Vor diesem Hintergrund ordnete Selenskyj am 22. Februar 2022 per Dekret die Teileinberufung der Reservisten im Alter von 18 bis 60 Jahren an. Auf einer Pressekonferenz mit dem Präsidenten Estlands Alar Karis in Kiew erklärte Selenskyj, er werde mit den Anführern der von Putin anerkannten Volksrepubliken nicht reden. Er deutete Putins Entscheidung, die Volksrepubliken anzuerkennen, als Aggression gegen die Ukraine, auf die die internationale Staatenwelt entschieden reagieren müsse. Die Russische Föderation schaffe sich damit die Grundlage, um weitere militärische Aggressionen gegen den ukrainischen Staat zu rechtfertigen. Des Weiteren äußerte Selenskyj in einer Rede an die Nation, die Russische Föderation habe sich einseitig vom Minsker Abkommen zurückgezogen. Er erklärte sich bereit, in jedem Format zu verhandeln, um den Krieg zu beenden. Die Hauptsache bleibe allerdings die Souveränität der Ukraine und ihre territoriale Integrität.
Am 24. Februar 2022 gab der russische Präsident Wladimir Putin in einer nächtlichen Fernsehansprache seine Entscheidung bekannt, eine sogenannte militärische Sonderoperation in der Ukraine zu beginnen. Laut Putin baten die Anführer der Volksrepubliken ihn um Beistand. Er müsse die Ukraine entmilitarisieren und entnazifizieren und auch einen Genozid verhindern. Kurz darauf begann russisches Militär von Norden, Osten und Süden Blitzangriffe auf das Territorium des ukrainischen Staates. Selenskyj hatte, eigener Aussage zufolge, noch in der Nacht zuvor versucht, Putin telefonisch zu erreichen. Als dies nicht gelang, wandte er sich in einer Fernsehansprache an die Bevölkerung Russlands und rief zum Frieden auf.
Am 24. Februar 2022 ordnete Selenskyj per Dekret Nr. 64/2022 die Verhängung des Kriegsrechts an, dem das ukrainische Parlament am selben Tag zustimmte. Ebenfalls am 24. Februar 2022 unterzeichnete Selenskyj das Dekret Nr. 69/2022 über die allgemeine Mobilmachung. Auf dessen Grundlage sollten Wehrpflichtige und Reservisten einberufen werden. Zudem gab die ukrainische Zollbehörde bekannt, dass aufgrund des Ausnahmezustandes alle wehrfähigen männlichen Ukrainer zwischen 18 und 60 Jahren die Grenze zum Ausland nicht mehr übertreten durften. Des Weiteren wandte Selenskyj sich in einer Videobotschaft an die ukrainische Bevölkerung.
Am 25. Februar berichtete er ebenfalls in einer Fernsehansprache über die Verluste des ersten Kriegstages und erklärte, dass er die politischen Führer der NATO-Staaten zu einem Beitritt der Ukraine befragt habe und dass Russland durch Eliminierung des Staatsführers die politische Führung der Ukraine beschädigen wolle. Für Russland sei er „Ziel Nummer eins“ und seine Familie „Ziel Nummer zwei“. Selenskyj erklärte, er und seine Familie würden die Ukraine nicht verlassen. Außerdem gab er bekannt, dass er mehrere ukrainische Gefallene posthum mit der höchsten Auszeichnung des Landes ehren werde. Ein Angebot der USA, ihn aus Kiew in Sicherheit zu bringen, lehnte Selenskyj ab:

“I need ammunition, not a ride.”

„Ich brauche Munition, keine Mitfahrgelegenheit.“

Nach Angaben aus seinem Umfeld hat Selenskyj diesen Satz so jedoch nie gesagt.

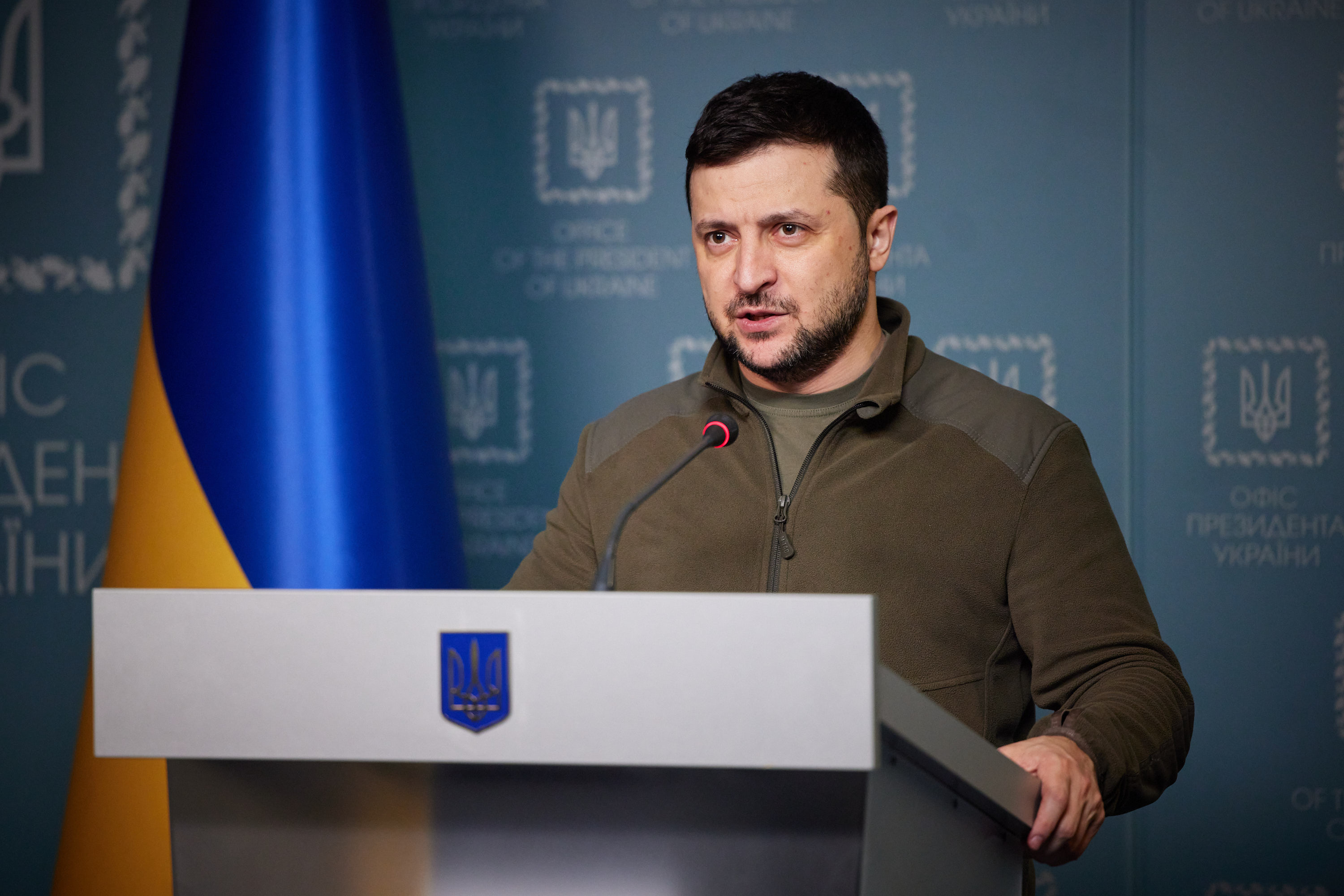
Selenskyj bei einer Ansprache im März 2022

In der ersten Kriegswoche überlebte Selenskyj laut Medienberichten drei von der Gruppe Wagner und den Kadyrowzy ausgehende Attentatsversuche. Die ukrainischen Geheimdienste überwachten drei Gruppen von Attentätern aus Tschetschenien. Lokale Kollaborateure wurden nach Angaben ukrainischer Sicherheitskreise von Wiktor Medwedtschuk bezahlt. Am Morgen des 24. Februars wurde Selenskyj nach Hinweisen auf Attentäter im Regierungsviertel in einen unterirdischen Bunker evakuiert. Das US-Außenministerium betrachtete ihn als ein „Hauptziel für russische Aggressionen“.
Aufgrund seines Auftretens unmittelbar vor und nach dem Beginn des russischen Überfalls im Februar 2022 gewann Selenskyj zusehends an Ansehen. Insbesondere seine selbst aufgenommenen Videos aus Kiew, die belegten, dass er sich trotz des Krieges weiter in der Hauptstadt aufhielt, fanden international große Beachtung. Die Soziologische Gruppe „Rating“ führte am 1. März 2022 eine Umfrage unter 1.200 Personen in der Ukraine (mit Ausnahme der Krim und den sogenannten Volksrepubliken) durch. Die meisten gaben an, Selenskyj zu unterstützen. Rating konstatierte Ende Februar 2022 einen deutlichen Anstieg der Zustimmungswerte auf 90 %. Der Krieg erschwert jedoch die Arbeit der Umfrageinstitute.
In einem im März 2022 erschienenen Interview äußerte Selenskyj, nicht erwartet zu haben, dass russische Soldaten auch gegen Zivilisten brutal Krieg führen würden. Der militärischen Überlegenheit der Russischen Föderation setzte Selenskyj einen ukrainischen Volkskrieg für die Freiheit, in dem jeder eine Funktion erfülle, entgegen. Als Alternative zu einer von der NATO durchgesetzten Flugverbotszone über der Ukraine und einem dadurch möglichen Weltkrieg schlug Selenskyj westlichen Staaten vor, der Ukraine die nötigen Waffen dafür zu geben. Laut Selenskyj bluffte Putin nur damit, Atomwaffen gegen den Westen einzusetzen. Der Westen sei mächtig genug, um gegen Moskau das Völkerrecht durchzusetzen. Solange der Kreml andere Staaten angreifen könne, bedrohe er ganz Europa, vor allem auch die baltischen Staaten, Polen und Moldau.

#### Weiterer Kriegsverlauf
Die Chefredakteurin der Ukrajinska Prawda, Sewhil Mussajewa, erhob im Verlauf des Krieges gegen Selenskyj den Vorwurf, er habe vor dem Krieg das Ausmaß der Bedrohung gegenüber der ukrainischen Bevölkerung verschwiegen. Weil Selenskyj die nötige Kriegsvorbereitung unterlassen habe, sei er mitschuldig an „konkreten menschlichen Verlusten“. Die Abgeordnete Iryna Heraschtschenko warf der ukrainischen Staatsführung um Selenskyj das Setzen falscher Prioritäten vor; statt das Land auf die russische Invasion vorzubereiten und „die Kollaborateure auszusortieren“, habe der Geheimdienst SBU den Ex-Präsidenten Petro Poroschenko „gejagt“. Wolodymyr Selenskyj begründete den Verzicht auf offene Kriegsvorbereitungen gegenüber der Washington Post damit, dass er sein Land nicht in Panik versetzen wollte. Die USA hätten ihn zwar ab Herbst 2021 vor einer russischen Invasion gewarnt; die ukrainische Staatsführung habe aber eine Panik vermeiden wollen, um den befürchteten Zusammenbruch der Wirtschaft zu vermeiden und die Bevölkerung im Land zu halten.
Ende Oktober 2023 veröffentlichte die Time, deren Reporter Selenskyj zuvor über Monate hinweg exklusiv begleitet hatten, einen mitunter kritischen Bericht; das Team um Selenskyj mache sich wegen dessen „geradezu messianischer“ Siegesgewissheit Sorgen. Das „Time-Magazine“ zitierte seine Berater: „Selenskyj macht sich etwas vor […] Wir haben keine Optionen mehr. Wir siegen nicht. Aber versuchen Sie, ihm das zu sagen.“ Als sich im Folgemonat der oberste militärische Befehlshaber der Ukraine, General Walerij Saluschnyj, ausführlich in einem Gastbeitrag für The Economist zur Kriegsführung im Russisch-Ukrainischen Krieg zu Wort meldete und unter anderem erklärte, dass der Krieg eine Pattsituation erreicht habe, widersprach Selenskyj dieser Einschätzung und forderte Saluschnyj öffentlich dazu auf, etwaige politische Ambitionen für die Dauer des Krieges zurückzustellen. Nach Informationen von Financial Times und The Guardian versuchte Selenskyj Ende Januar 2024 Saluschnyj zum Rücktritt zu bewegen und bot ihm an, fortan als Sicherheitsberater zu fungieren. Dies habe Saluschnyj abgelehnt. Wenige Tage später veröffentlichte CNN einen Gastbeitrag von Saluschnyj, in dem dieser erklärte, wo die ukrainischen Streitkräfte seiner Meinung nach Veränderungen bedürfen. Laut CNN entstand der Gastbeitrag vor der Unterredung von Selenskyj und Saluschnyj. War Selenskyj noch Ende 2022 laut Meinungsumfragen die populärste und vertrauenswürdigste Person, stand er ein Jahr später, Ende 2023, im Vertrauens- und Beliebtheitsranking an zweiter Stelle (62 %) hinter Saluschnyj (88 %). Im Februar 2024 entließ Selenskyj Saluschnyj als militärischen Befehlshaber der ukrainischen Streitkräfte und ernannte Oleksandr Syrskyj zu dessen Nachfolger.
Bis Juni 2024 hatte Selenskyjs Regierung 10 teils unverbindliche bilaterale Sicherheitsabkommen mit anderen Ländern arrangiert (bspw. mit dem Vereinigten Königreich, Deutschland, Frankreich, Finnland, Italien, Kanada, Niederlande, Spanien, Japan, USA).
Im Oktober 2024 stellte Selenskyj vor dem ukrainischen Parlament seine als „Siegesplan“ bezeichnete Strategie zur Beendigung des Krieges vor. In den Tagen und Wochen zuvor hatte er seinen Plan bereits den Regierungen in Washington, London, Paris, Rom und Berlin präsentiert. Der Plan sah vor, weitere Kämpfe auf russisches Staatsgebiet tragen, um der Bevölkerung in Russland zu verstehen zu geben, dass der Angriffskrieg gegen die Ukraine auch zu ihrem Nachteil sei, so dass sie daraufhin in Opposition zur russischen Regierung treten würde. Außerdem sollte der Westen die Reichweitenbegrenzung der an die Ukraine gelieferten Waffen aufheben bzw. der Ukraine erlauben, ihre vom Westen erhaltenen Waffen gegen militärische Ziele tief im Landesinneren von Russland einzusetzen. Des Weiteren sollte die westliche Staatengemeinschaft russische Luftangriffe auf die Ukraine abwehren. Auch war die Aufnahme der Ukraine in die NATO ein Bestandteil des Plans. Selenskyj bot im Gegenzug die Rohstoffe bzw. Bodenschätze seines Landes an. Sollte der Plan nicht umgesetzt werden, könnten laut Selenskyj die Rohstoffe in den Besitz von Russland übergehen. Neben den fünf publizierten Punkten enthielt der Plan drei geheime Zusätze.
Vor dem Hintergrund permanenter russischer Luftangriffe, wegen der verhaltenen bis ablehnenden Reaktion der westlichen Regierungen auf seine im Siegesplan genannten Forderungen und wegen des indirekten Kriegsbeitritts Nordkoreas kritisierte Selenskyj im Herbst 2024 mehrmals die seiner Meinung nach unzureichende Unterstützung und ausbleibende Reaktion durch verbündete Staaten. Insbesondere kritisierte Selenskyj, dass die Ukraine die von den westlichen Staaten gelieferten Waffen nicht zur Bekämpfung von militärischen Zielen auf russischem Staatsgebiet einsetzen darf. Selenskyj forderte die verbündeten Regierungen des Westens auf, die Ukraine so entschieden zu unterstützen, wie sie es bei dem im Krieg befindlichen Israel taten.

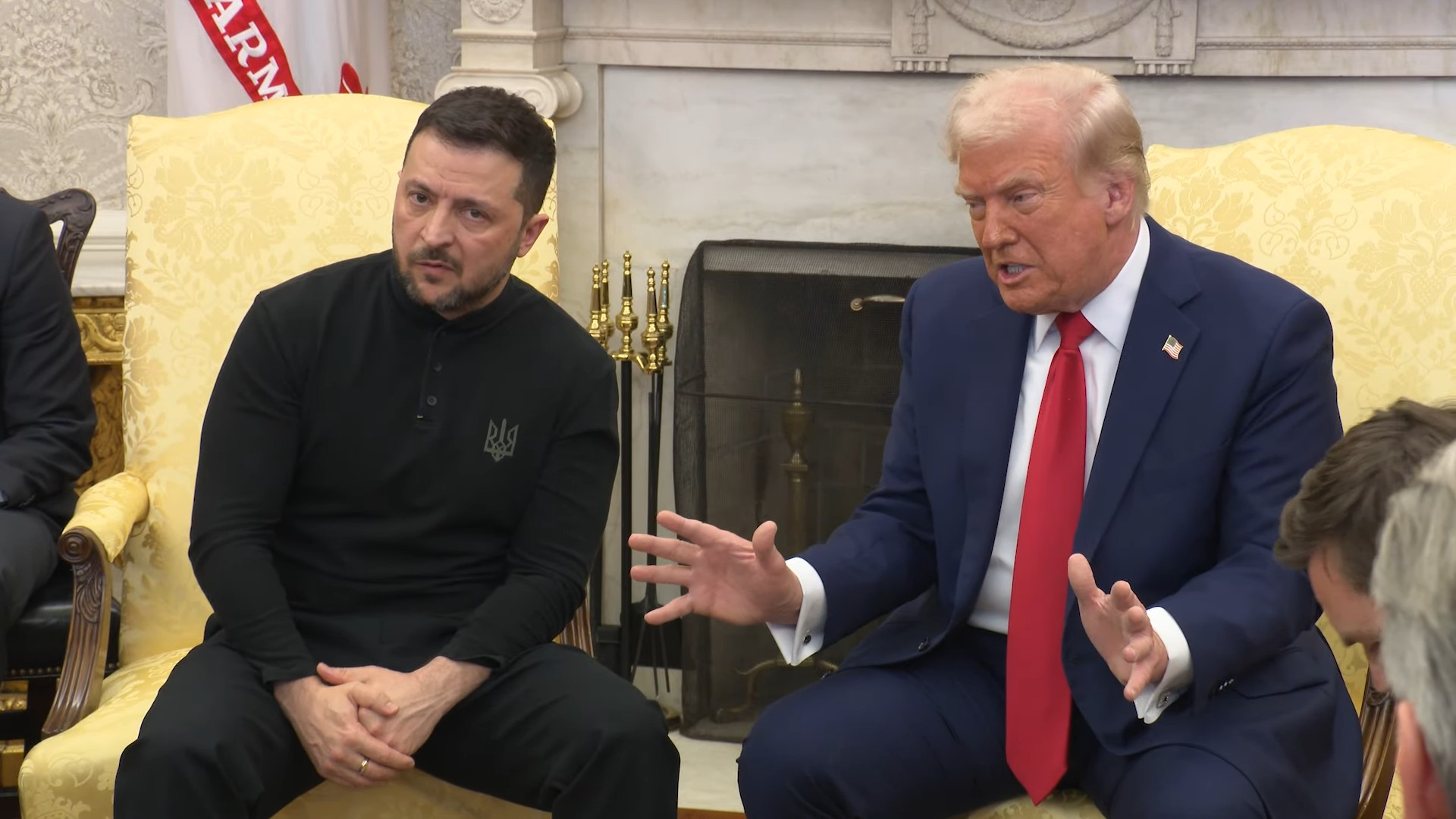
Disput zwischen Trump und Selenskyj im Weißen Haus, Februar 2025

Im Februar 2025 wurde Selenskyj auf internationaler Bühne, vor versammelter Presse im Weißen Haus, in einen Disput mit dem wiedergewählten US-Präsidenten Donald Trump und dessen Vizepräsidenten JD Vance gedrängt.

#### Nationale und internationale Reden zum Kriegsgeschehen
Mit der Invasion Russlands begann Selenskyj täglich in einer Rede über Neuigkeiten zu informieren beziehungsweise eine an die Bevölkerung gerichtete Videobotschaft zu veröffentlichen.
Nach Videoansprachen vor dem EU-Parlament, vor dem britischen Parlament und vor dem US-Kongress hielt Selenskyj am 17. März 2022 auch vor dem Deutschen Bundestag eine Videoansprache. Per Videoschaltung sprach er zudem vor den Parlamenten von Polen, Kanada, Israel, Italien, Japan, Frankreich und Schweden. Österreich lehnte eine solche Ansprache mit Verweis auf seine Neutralität ab.
Bei der Eröffnung des 75. Filmfestivals von Cannes im Mai 2022 wurde Selenskyj per Video zugeschaltet. In seiner Rede rief er das Kino dazu auf, angesichts des russischen Überfalls auf die Ukraine nicht „zu schweigen“. Ähnliche virtuelle Auftritte hatte er zuvor bei den Grammy Awards und der Biennale di Venezia im April.
Am 21. Dezember 2022 traf Selenskyj auf seiner ersten Auslandsreise seit Kriegsbeginn in den USA Präsident Joe Biden und hielt außerdem auch eine Rede vor dem US-Kongress. Er überreichte dabei der Vorsitzenden des US-Repräsentantenhauses Nancy Pelosi eine ukrainische Flagge aus der Frontstadt Bachmut. Während seiner Rede, in der er die historische Bedeutung des Verteidigungskampfes der Ukraine für Demokratie und Freiheit betonte, flammte immer wieder großer Applaus und sogar Jubel unter den Abgeordneten auf.
Am 8. Februar 2023 reiste Selenskyj nach London, wo er König Charles III. und den britischen Premierminister Rishi Sunak traf und eine Rede vor dem britischen Parlament hielt. Nach seinem Besuch in Großbritannien traf er am Abend in Paris den französischen Präsidenten Emmanuel Macron und den deutschen Bundeskanzler Olaf Scholz. Am Folgetag nahm er in Brüssel an einem EU-Gipfel teil und hielt eine Rede vor dem Europäischen Parlament. Es war die erste Auslandsreise von Selenskyj in Europa seit dem Beginn des russischen Überfalls.

#### Konfiskation russischer Vermögenswerte
Im März 2022 unterzeichnete Selenskyj das Gesetz 2116-IX. Es regelt das Verfahren, nach dem der ukrainische Staat Eigentum der Russischen Föderation und russischer Staatsbürger, das sich auf dem Territorium der Ukraine befindet, beschlagnahmen darf. Selenskyj und Ministerpräsident Schmyhal versuchten, auf diese Weise an Mittel für den Wiederaufbau der Ukraine zu gelangen. Selenskyj rief zu diesem Zweck auch eine Arbeitsgruppe ins Leben, die mit anderen Staaten kooperieren sollte, um einen Kompensationsmechanismus zu schaffen.
Zudem forderte Selenskyj die Europäische Union dazu auf, russische Vermögenswerte einzufrieren und als Reparationen dem ukrainischen Staat zu übertragen. Die Präsidentin der Europäischen Kommission Ursula von der Leyen begrüßte die Forderung, aber zugleich wies sie auf rechtliche Probleme hin. Zwar verfügte die Europäische Union im Mai 2023 über etwa 24 Milliarden Euro eingefrorener Vermögenswerte, die von Individuen und Organisationen auf der EU-Sanktionsliste stammten, aber sie konnte rechtliche Hürden nicht überwinden, um das Vermögen dem ukrainischen Staat zu übertragen.
In den USA arbeiteten im Juni 2023 einige Senatoren an einem Gesetzesentwurf, um den Präsidenten zu ermächtigen, russische Vermögenswerte dem ukrainischen Staat zu übergeben. In einer Ansprache bedankte Selenskyj sich dafür und bezeichnete es als wichtigen Schritt, um der Ukraine Gerechtigkeit zu verschaffen. Im Gegensatz zur EU und den USA sprachen sich die BRICS-Staaten gegen Sanktionen gegen die Russische Föderation aus.

#### Gegen Propaganda der Russischen Föderation
Im März 2022 unterschrieb Selenskyj ein Gesetz, das verbietet, Informationsträger, die die Handlungen der Russischen Föderation gegen die Ukraine propagandistisch unterstützen, zu erzeugen oder zu verbreiten. Demnach untersagt der ukrainische Staat seinen Bürgern, die militärische Aggression der Russischen Föderation zu rechtfertigen oder zu leugnen, indem man etwa von einem internen Konflikt oder von einem Bürgerkrieg spricht. Zudem dürfen ukrainische Bürger die Kämpfer auf der Seite der Russischen Föderation nicht glorifizieren. Das Gesetz ermächtigte die ukrainische Regierung dazu, auch gegen Parteien und religiöse oder öffentliche Organisationen vorzugehen.
Im Januar 2023 unterzeichnete Selenskyj ein Dekret zur Umsetzung eines Beschlusses des Nationalen Sicherheits- und Verteidigungsrates der Ukraine, der Sanktionen gegen 198 Personen aus den Bereichen der russischen Kultur und Medien vorsah. Die persönlichen Sanktionen wurden für einen Zeitraum von zehn Jahren bestimmt.
Im Juni 2023 verbot Selenskyj per Gesetz den kommerziellen Import von Büchern aus der Russischen Föderation, Belarus und den von der Russischen Föderation besetzten Territorien. Wer Bücher in russischer Sprache aus anderen Staaten importieren möchte, benötigt dafür eine Lizenz des ukrainischen Staates. Das Präsidialbüro begründete die Maßnahmen damit, den ukrainischen Kultur- und Informationsraum vor russischer Propaganda schützen zu müssen. Selenskyj gab an, der Gesetzestext sei der Europäischen Union vorgelegt worden, um zu prüfen, ob er die Aufnahme der Ukraine in die Europäische Union behindern könne.

#### Vorgehen gegen Kollaborateure
Nachdem die Werchowna Rada am 3. März 2022 zwei Gesetze über Kollaboration verabschiedet hatte, unterzeichnete Selenskyj diese Mitte März. Durch das Gesetz Nr. 2108-IX wurde dem ukrainischen Strafgesetzbuch der Artikel 111-1 über den Tatbestand der Kollaboration mit der Russischen Föderation, den Besatzungsbehörden und deren militärischen oder paramilitärischen Einheiten hinzugefügt. Das Gesetz verbietet nicht nur die materielle Unterstützung für russische Truppen und das Kämpfen auf ihrer Seite, sondern untersagt ukrainischen Bürgern auch verschiedene öffentliche Äußerungen. Als Kollaboration gilt der öffentliche Aufruf zur Kooperation mit der Russischen Föderation, die öffentliche Leugnung der militärischen Aggression der Russischen Föderation, die Leugnung, dass ein Teil des ukrainischen Territoriums vorübergehend besetzt ist, und die Nichtanerkennung der Souveränität der Ukraine über diese Territorien. Ferner verbietet das Gesetz die Verbreitung russischer Propaganda in den Institutionen des Erziehungswesens. Des Weiteren ist untersagt, sich auf bestimmte Weise politisch zu engagieren und sich dabei mit der Russischen Föderation gegen den ukrainischen Staat zu wenden, wie etwa im Falle von Märschen, Demonstrationen und Konferenzen oder der Durchführung von Wahlen und Referenden. Je nach Art der Kollaboration sieht das Gesetz mehrjährige Freiheitsstrafen, Strafarbeit, Konfiskation von Eigentum oder den Ausschluss aus bestimmten Ämtern vor. Das Gesetz Nr. 2107-IX regelt, wie die Rechte der Kollaboration überführter Personen zu beschränken sind. Das gilt etwa für das passive Wahlrecht, den Militärdienst oder das Bekleiden von Ämtern in Institutionen.
Im Juli 2022 entließ Selenskyj seinen Kindheitsfreund und Weggefährten Iwan Bakanow, den er wegen dessen Treue zum Chef des Inlandsgeheimdienstes SBU gemacht hatte, von seinem Posten. Zuvor hatten die beim SBU für die Oblaste Charkiw, Cherson und Krim zuständigen SBU-Abteilungsleiter für Skandale gesorgt, weil sie entweder mit dem Feind zusammengearbeitet und spioniert hatten (im Falle der Krim), gleich zu Beginn des Krieges Fahnenflucht begangen hatten und korrupt waren (Charkiw) oder inkompetent waren (Cherson). Im selben Monat entließ Selenskyj Iryna Wenediktowa als Generalstaatssekretärin. Als Grund wurde eine massenhafte Kollaboration in ihrer Behörde mit Russland angeführt. Verschiedene Stimmen aus der ukrainischen Politik kritisierten die Absetzung als undemokratisch und vermuteten als Grund eine Machtkonsolidierung Selenskyjs. Jedoch waren mehr als 60 Mitarbeiter vom SBU und der Generalstaatsanwaltschaft in den von Russland besetzten bzw. annektierten ukrainischen Gebieten geblieben und hatten dort mit den Besatzern zusammengearbeitet.
Im August 2022 gab das ukrainische Innenministerium an, dass über 1100 Verfahren gegen Kollaborateure begonnen worden seien. Die meisten Verfahren betreffen angebliche Unterstützer des russischen Militärs, Propagandisten und Personen, die freiwillig Funktionen im Machtapparat der Besatzungsmacht übernommen haben sollen.

#### Verbot prorussischer Parteien in der Ukraine
Im März 2022 beschloss der Nationale Sicherheits- und Verteidigungsrat ein Verbot der Arbeit einiger prorussischer Parteien für die Dauer des Kriegsrechts im Land. Das Verbot betrifft insgesamt elf Parteien, darunter die größte Oppositionspartei Oppositionsplattform – Für das Leben und die Partei Oppositionsblock, die in der Werchowna Rada vertreten waren. Die elf betroffenen Parteien gelten als euroskeptisch, antiliberal oder prorussisch. Selenskyj setzte den Beschluss per Dekret um.
Nachdem die Werchowna Rada im Mai 2022 das Gesetz Nr. 7172-1 über das Verbot pro-russischer Parteien verabschiedet hatte, wurde es von Selenskyj in demselben Monat unterzeichnet. Es verbietet Parteien, die die militärische Aggression der Russischen Föderation gegen die Ukraine rechtfertigen, als rechtmäßig akzeptieren oder leugnen. Das betrifft auch diejenigen, die die Aggression als internen Konflikt oder als Bürgerkrieg darstellen.
Im Juli 2022 verbot das achte Verwaltungsgericht in Lwiw die Aktivitäten der Kommunistischen Partei der Ukraine, der es bereits im Jahr 2015 verboten worden war, an Wahlen teilzunehmen, und der Partei Glückliche Ukraine, die in Verbindung zu Jurij Bojko stand.
Am 19. Juni 2024 verbot das achte Verwaltungsgericht in Lwiw die Aktivitäten der Partei Nasch Kraj, weil angeblich Funktionäre regionaler Organisationen der Partei mit Russland kollaborieren würden. Eigentum, Gelder und andere Vermögenswerte auf allen Ebenen der Partei wurden dem Staat übertragen.

#### Kampf gegen Fahnenflucht und Korruption
Im Januar 2023 unterzeichnete Selenskyj ein Gesetz, das härtere Strafen für Deserteure und Befehlsverweigerer einführt. Deserteure dürfen mit bis zu zwölf Jahren Haft bestraft werden, Befehlsverweigerer mit bis zu zehn Jahren und Soldaten, die einem Vorgesetzten drohen, mit bis zu sieben Jahren. Während im Dezember 2022 über 25.000 ukrainische Bürger sich mit einer Petition gegen das Gesetz an Selenskyj richteten, plädierte General Walerij Saluschnyj dafür, das Gesetz zu ratifizieren. Zur Begründung seiner Entscheidung verwies Selenskyj auf die Notwendigkeit, die militärische Disziplin für den Sieg der Ukraine zu stärken. Als Reaktion auf Bestechung, mit der Wehrpflichtige versuchten, der Rekrutierung zu entgehen, entließ Selenskyj im August 2023 die Leiter aller militärischen Rekrutierungszentren und besetzte die freigewordenen Stellen mit Soldaten mit Fronterfahrung.

#### Suche nach Investoren für den Wiederaufbau der Ukraine
Am 21. April 2022 unterschrieb Selenskyj einen Erlass über die Gründung eines Nationalrates, der sich damit beschäftigen sollte, den negativen Kriegsfolgen in der Ukraine zu begegnen. Dieses Gremium entwarf einen Wiederaufbauplan. Selenskyj stellte den Wiederaufbau als das größte Wirtschaftsprojekt in Europa und als Chance für von Kiew ausgewählte Staaten und Unternehmen dar. Laut Selenskyj erfordere der Wiederaufbau Investitionen in Milliardenhöhe, aber auch Reformen und institutionellen Wandel. Anfang Juli 2022 wurde der ukrainische Entwurf eines Wiederaufbauplans auf der Ukraine Recovery Conference in Lugano vorgestellt. Das Dokument umfasst 15 Programme für verschiedene Bereiche der Wirtschaft und Gesellschaft. Jedes Programm umfasst mehrere Projekte, die in drei Phasen realisiert werden sollen. Laut Kiew erfordert der Plan ca. 750 Milliarden US-Dollar für die folgenden zehn Jahre. Auf der Konferenz in Lugano hielt Selenskyj eine Videoansprache, in der er einige Prinzipien des Plans hervorhob.
Im August 2022 sprach Selenskyj auf der Offshore Northern Seas Conference. Laut Selenskyj könne Kiew dabei helfen, die EU-Staaten unabhängiger von Gas aus der Russischen Föderation zu machen. Er bot den EU-Staaten an, ukrainische Speichersysteme zu nutzen, und verwies auf die Gasvorkommen auf dem Territorium der Ukraine, für deren Erschließung und Nutzung Investitionen erforderlich seien. Zudem warb er für Investitionen in die Produktion von grüner Energie und Wasserstoff für die Versorgung ganz Europas.
Am 6. September 2022 eröffnete Selenskyj die New Yorker Börse, um dort für die Plattform Advantage Ukraine zu werben. Sie bietet über 500 Projekte im Wert von 400 Milliarden US-Dollar für private Investoren und ausländische Unternehmen. Sie betrifft zehn Schlüsselsektoren, wie etwa den militärisch-industriellen Komplex, Energie, Pharmazie, Metallurgie, Holzverarbeitung und Logistik. Die US-amerikanische Behörde für Entwicklungszusammenarbeit USAID unterstützte die Plattform. In seiner Rede bezeichnete Selenskyj den Wiederaufbau der Ukraine als die weltweit beste Chance für Unternehmen. Er forderte potentielle Investoren auf, bereits während des Krieges ihre Investitionen in die Ukraine zu planen. Zudem warb Selenskyj auch in einem Beitrag im Wall Street Journal mit Steuerreformen, einem verbesserten Rechtssystem und der Aussicht auf eine Versicherung für Investitionen. In den ersten drei Monaten gab es über 500 Investmentanfragen.
Im September 2022 traf Selenskyj sich mit Laurence Douglas Fink, dem CEO des weltgrößten Vermögensverwalters BlackRock, und ließ sich beraten, wie er private und öffentliche Investoren für die Ukraine gewinnen könne. BlackRock sollte helfen, entsprechende Projekte und Fonds für den Wiederaufbau zu strukturieren. Im Mai 2023 unterzeichneten das ukrainische Wirtschaftsministerium und BlackRock Financial Market Advisory eine Vereinbarung, wonach diese beim Ukraine Development Fund unterstützen wird. Der Fonds soll in fünf Jahren Investitionen in Höhe von mindestens 50 Milliarden US-Dollar erzielen, wovon 20 Milliarden US-Dollar auf die Infrastruktur und 10 Milliarden US-Dollar auf den Energiesektor entfallen. BlackRock setzt darauf, dass Staaten oder internationale Finanzinstitutionen öffentliches Seed Capital bereitstellen, das mögliche erste Verluste absorbiert und im Falle erfolgreicher Projekte viele private Investoren anzieht.
Ende September 2022 fand im Londoner Büro der International Finance Corporation (IFC), die zur Weltbankgruppe gehört, anlässlich des von Horizon Capital gemanagten Horizon Capital Growth Fund IV eine Feier statt. Der Fonds hatte in einer ersten Phase 125 Millionen US-Dollar erreicht und sollte damit ukrainische Unternehmen mit Kapital versorgen. Selenskyj nahm an der betreffenden Videokonferenz teil, bedankte sich und nutzte die Gelegenheit, um erneut die Standortvorteile der Ukraine herauszustellen. Ende April 2023 unterzeichnete Selenskyj mit Vertretern der U. S. International Development Finance Corporation eine Vereinbarung, dass diese eine Summe von 25 Millionen US-Dollar in den Fonds von Horizon Capital investieren, um kleinen und mittleren Unternehmen Kapital bereitzustellen. Auch französische, schwedische und dänische Fonds beteiligten sich.
Anfang Januar 2023 sprach Selenskyj vor der U.S. National Association of State Chambers, welche die Handelskammern einzelner US-Bundesstaaten koordiniert. Er bot US-Unternehmen an, erneut Zugkraft des globalen Wirtschaftswachstums zu werden.
Nach einem Memorandum of Understanding mit J. P. Morgan Chase vereinbarte Selenskyj im Februar 2023 mit deren Vertretern, J. P. Morgan Chase zusammen mit BlackRock in die Beratergruppe aufzunehmen, die für den Investment-Sektor des Kapitalmarktes zuständig sein soll.
Am 21. Juni 2023 sprach Selenskyj zugeschaltet auf der zweiten Ukraine Recovery Conference in London. Dabei betonte er die Notwendigkeit, endlich zu echten Projekten überzugehen. In seiner Rede stellte er die Schaffung von Millionen von Arbeitsplätzen, Profiten in Milliardenhöhe und ein hohes BIP-Wachstum für die Ukraine und Investoren in Aussicht. Zudem betonte Selenskyj die Potentiale der ukrainischen Volkswirtschaft hinsichtlich des Übergangs zu grünen Energien. Nach der Konferenz gab Selenskyj an, 500 Unternehmen seien bereit, in der Ukraine zu investieren. Es komme darauf an, ausländisches Kapital, das in der Ukraine investiert werden soll, gegen das Risiko von Kriegsschäden zu versichern.

### Einsatz für den Beitritt der Ukraine zur Europäischen Union und zur NATO
Unter Selenskyjs Amtsvorgänger Petro Poroschenko stimmten am 7. Februar 2019 die meisten Parlamentarier in der Werchowna Rada dafür, das Ziel einer Mitgliedschaft der Ukraine in der Europäischen Union und der NATO in die ukrainische Verfassung aufzunehmen. Die ukrainischen Staatsregierungen hatten bereits seit den 1990er Jahren mit der NATO kooperiert. Das Internationale Institut für Soziologie in Kiew stellte in seinen Umfragen, in denen der von Kiew nicht kontrollierte Teil des Donbass ausgeschlossen war, von 2014 bis zum Juni 2021 keine absolute Mehrheit für einen NATO-Beitritt fest. Soziologische Gruppe Rating konstatierte von 2021 bis März 2022 eine zunehmende Mehrheit, die sich für den Beitritt aussprach, wobei die Gruppe die Krim und die von Kiew nicht kontrollierten Teile des Donbass nicht berücksichtigte.
Nachdem die Russische Föderation am 24. Februar 2022 einen Überfall auf die Ukraine begonnen hatte, bemühte Wolodymyr Selenskyj sich entschieden um einen Beitritt seines Landes zur EU und zur NATO. Am 28. Februar 2022 unterzeichnete Selenskyj einen EU-Mitgliedsantrag der Ukraine, am 23. Juni 2022 wurde seinem Land offiziell der Kandidatenstatus zum EU-Beitritt zugesprochen. Am 30. September 2022 reichte die Ukraine einen Antrag zur beschleunigten Mitgliedschaft bei der NATO ein. Solange der Krieg in der Ukraine andauert, werden diesem Bestreben keine Erfolgsaussichten eingeräumt.
NATO

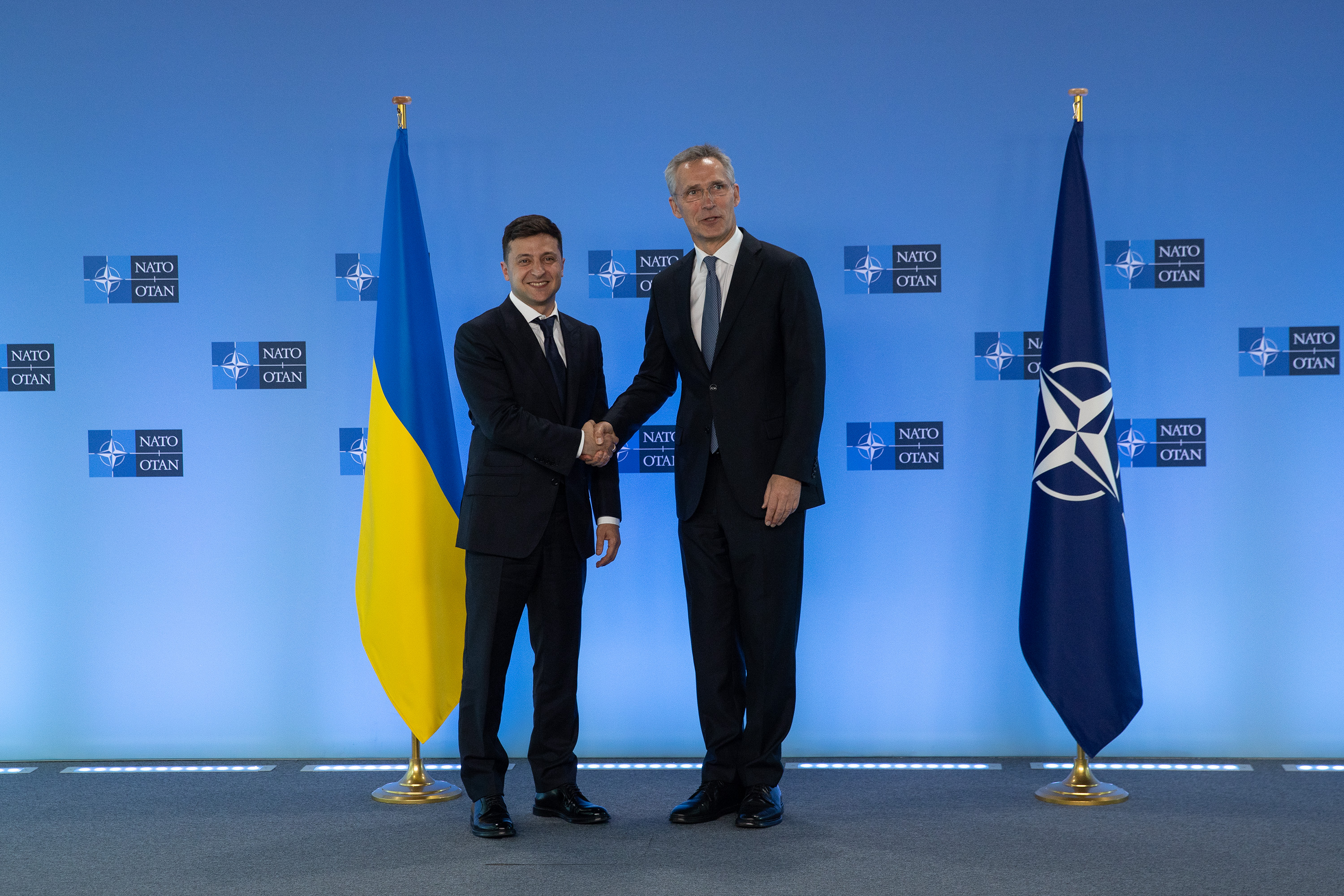
Selenskyj mit NATO-Generalsekretär Jens Stoltenberg im Juni 2019

Bereits im Wahlkampf 2019 äußerte Selenskyj, dass die Mitgliedschaft in der NATO entscheidend für die Sicherheit der Ukraine sei. Ruslan Stefantschuk wollte ein System von Referenden etablieren, gemäß dem die ukrainischen Bürger auch in solchen Fragen entscheiden dürften. Im April 2021 unterzeichnete Selenskyj ein Gesetz über all-ukrainische Referenden, das es erlaubt, Referenden über Dinge von nationaler Bedeutung abzuhalten.
Selenskyj wartete nicht auf ein Referendum, sondern bemühte sich um eine tiefere Integration der Ukraine in die NATO. Nachdem das ukrainische Parlament am 17. Oktober 2019 einen Gesetzesentwurf, auf dessen Grundlage die Ränge des ukrainischen Militärs an NATO-Standards angenähert werden sollten, verabschiedet hatte, unterzeichnete Selenskyj den Entwurf Ende November 2019. Im September 2020 stimmte Selenskyj der neuen nationalen Sicherheitsstrategie zu, die eine Kooperation mit der NATO und eine auf NATO-Standards basierende Reform des ukrainischen Militärs vorsah, um das Abschreckungspotential des ukrainischen Staates zu erhöhen. Im Februar 2021 unterzeichnete er das Dekret Nr. 72. Es betrifft das Reglement, das bestimmt, wie jährliche nationale Programme, die unter der Schirmherrschaft der Ukraine-NATO-Kommission stehen, entwickelt, überwacht und ausgewertet werden sollen. Diese Programme enthalten die Schritte, die im jeweiligen Jahr unternommen werden sollen, um die Ukraine an die Kriterien, die im NATO Membership Action Plan spezifiziert wurden, anzunähern. Zudem unterschrieb Selenskyj im Juli 2021 ein Dekret, um eine Resolution des Nationalen Sicherheits- und Verteidigungsrates umzusetzen, die dringende Maßnahmen mit dem Ziel betraf, die Ukraine tiefer in die NATO zu integrieren.
Mitte Februar 2022 berief Selenskyj sich auf die Entscheidung des ukrainischen Volkes, das sich entschieden habe, den geopolitischen Kurs der Ukraine in die Verfassung zu schreiben. Er hielt es jedoch für zu früh, ein Referendum über den NATO-Beitritt abzuhalten, da noch nicht alle der 30 NATO-Staaten den Beitritt der Ukraine befürworteten.
Während des Krieges gegen die Russische Föderation bot Selenskyj im Mai 2022 dem Präsidenten der Russischen Föderation an, Kompromisse hinsichtlich der NATO-Mitgliedschaft einzugehen. Allerdings solle das gesamte ukrainische Wahlvolk in einem Referendum über die Neutralität der Ukraine entscheiden, was die Grundlage für mögliche Kompromisse bilden könne. Im September 2022 erklärte Selenskyj die Ukraine zum faktischen Mitglied der NATO, das noch de jure beitreten müsse. Selenskyj, Ministerpräsident Schmyhal und der Vorsitzende der Werchowna Rada Ruslan Stefantschuk unterzeichneten einen Antrag auf beschleunigte Aufnahme in die NATO.
In der Folgezeit unterzeichnete Selenskyj gemeinsame Erklärungen mit anderen Staaten, die darin zusicherten, den NATO-Beitritt der Ukraine zu unterstützen. Das waren im Jahr 2022 Tschechien und Belgien. Im ersten Quartal 2023 folgten Polen und Litauen, Italien, Lettland und Slowenien. Im April 2023 kam Estland hinzu. Im Mai 2023 sagten die nordeuropäischen Staaten Dänemark, Norwegen, Schweden, Finnland und Island ihre Unterstützung zu. Bis zum NATO-Gipfel in Vilnius im Juli 2023 erfolgte die Unterzeichnung gemeinsamer Erklärungen mit den Niederlanden, Deutschland, Frankreich, Rumänien und Kanada wie auch Spanien und Bulgarien.
Selenskyj signalisierte den NATO-Staaten, dass es ihm ernst sei. So erklärte er auf der Münchner Sicherheitskonferenz im Februar 2023, es gebe keine Alternative zur NATO-Mitgliedschaft. Im Juli 2023 betonte Selenskyj die Vorteile für beide Seiten: Die NATO schütze die Ukraine und die Ukraine stärke das Bündnis.
Allerdings kritisierte Selenskyj mehrfach die Allianz. So warf er im Februar 2022 einigen Mitgliedern vor, mit der Russischen Föderation, die ihren Aufmarsch an der ukrainischen Grenze mit Verweis auf die NATO begründe, mitzuspielen und der Ukraine den Beitritt zu versagen. Auf dem NATO-Gipfel im März 2022 erwiderte Selenskyj auf die Kritik, wonach die Ukraine bzw. die ukrainische Armee die NATO-Standards nicht erfülle, dass das Bündnis erst einmal beweisen solle, das weltweit stärkste Verteidigungsbündnis zu sein und Menschen retten zu können. Zudem behauptete Selenskyj im Mai 2023, als ihm in Aachen der Karlspreis verliehen wurde, es gebe keine vernünftigen Gründe dafür, warum die Ukraine bzw. deren Soldaten noch nicht in der NATO seien. Im Zusammenhang mit dem NATO-Gipfel im Juli 2023 bemängelte Selenskyj, dass die Allianz weder für eine Einladung noch für eine Mitgliedschaft der Ukraine ein konkretes Zeitfenster bestimme.

## Privates

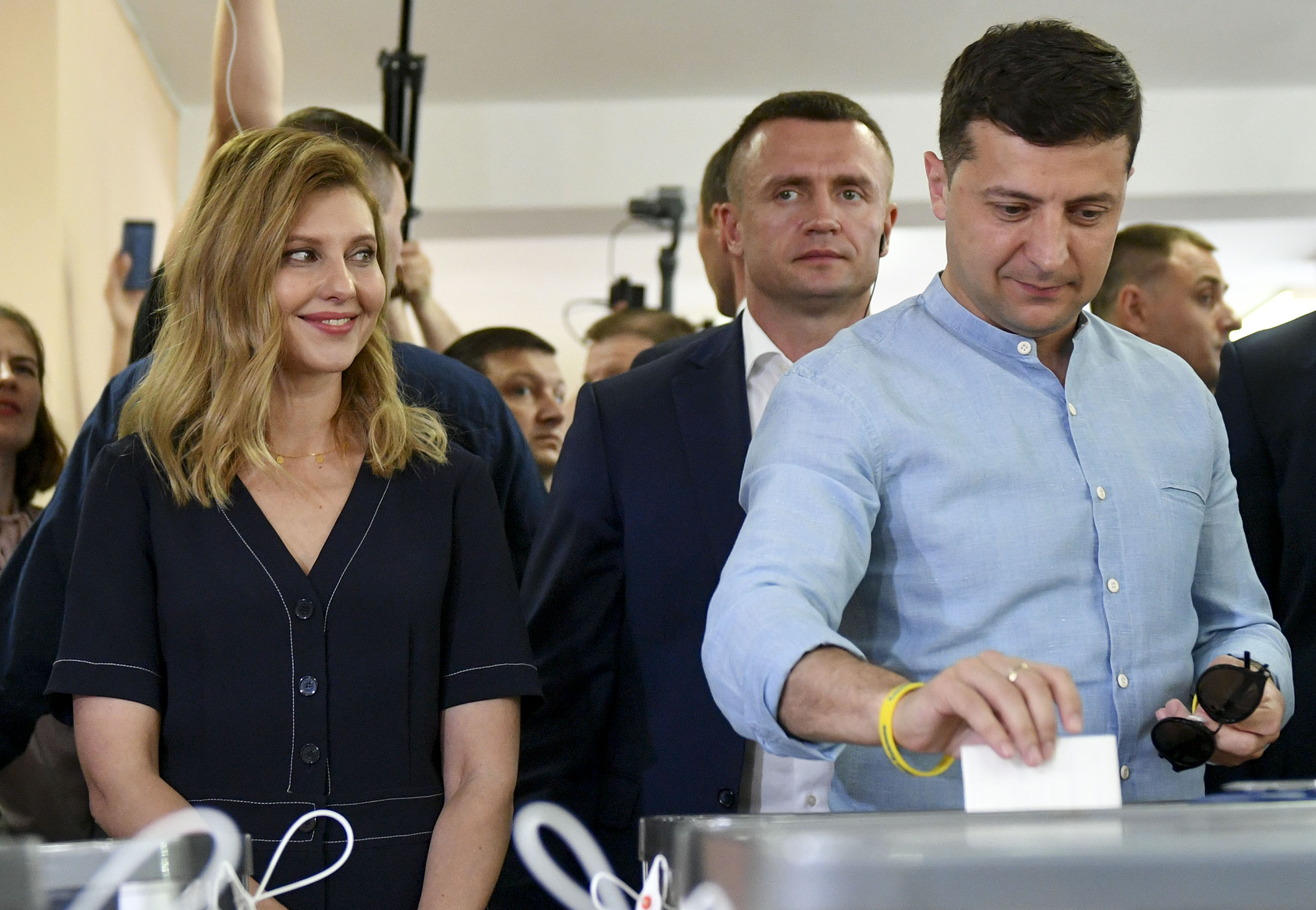
Olena Selenska und Wolodymyr Selenskyj bei der Stimmabgabe am 21. Juli 2019

Selenskyj ist seit 2003 mit Olena Selenska (geb. Kijaschko; * 1978) verheiratet. Das Paar hat zwei Kinder, eine Tochter (* 2004) und einen Sohn (* 2013). Laut einem Interview mit Olena Selenska hat ihr Mann seine Kinder aus Sicherheitsgründen von Beginn des Krieges am 24. Februar bis mindestens Mitte Juli 2022 nicht getroffen.
Im April 2022 schätzte die Zeitschrift Forbes Selenskyjs Vermögen auf mehrere Millionen US-Dollar.
Im Juli 2022 fotografierte die US-amerikanische Fotografin Annie Leibovitz die Präsidentengattin und ihren Ehemann für eine Titelstory der Modezeitschrift Vogue.

## Kritik und Kontroversen
Vor seinem Wahlsieg im April 2019 und während seiner Amtszeit hatte Selenskyj Angaben über sein Vermögen und Einkommen gemacht; nachdem aber im Oktober 2021 die Enthüllung der so genannten Pandora Papers gezeigt hatte, dass Selenskyj Offshore-Firmen besessen hatte, wurde gezweifelt, ob Selenskyjs Angaben vollständig waren.
Zudem hatte er vor seinem Amtsantritt im Mai 2019 seinen Vorgänger Poroschenko dafür kritisiert, Briefkastenfirmen in Steueroasen zu unterhalten; im Oktober 2021 wurde durch Veröffentlichungen zu den Pandora Papers bekannt, dass Selenskyj auch solche Firmen gehabt hatte. Serhij Schefir kaufte seine Anteile, hielt sie aber auch noch in seiner Stellung als Berater Selenskyjs, und Selenskyjs Frau erhielt trotz des Verkaufs Dividenden aus den Anteilen. Steueroasen sind in der Ukraine nicht illegal, und ein Sprecher Selenskyjs rechtfertigte die Anlage damit, dass er sich so gegen „aggressive Methoden“ Wiktor Janukowytschs abgesichert habe.
Selenskyjs Vergleich der verheerenden Zerstörungen des Ukrainekrieges mit der Endlösung und dem Holocaust in seiner Rede vom 20. März 2022 sei empörend, so der israelische Kommunikationsminister Yoaz Hendel. Der frühere Minister Yuval Steinitz ordnete diesen Vergleich als „an der Grenze zur Holocaustleugnung“ liegend ein.
Laut Investigativrecherchen von The Wall Street Journal und Der Spiegel sind Selenskyj und General Walerij Saluschnyj für den im September 2022 erfolgten Anschlag auf die Nord-Stream-Pipelines verantwortlich. Ursprünglich habe Selenskyj den Anschlag ein paar Monate nach Kriegsbeginn, im Sommer 2022, gebilligt. Doch habe die CIA, nachdem sie durch den niederländischen Militärnachrichtendienst von dem Anschlagsplan erfuhr, Selenskyj aufgefordert, die Operation nicht durchzuführen. Saluschnyj, der für die Planung verantwortlich gewesen sei, habe jedoch der Weisung von Selenskyj, die Operation zu stoppen, nicht folgen können, da das Sabotageteam nach seiner Entsendung wie geplant nicht mehr erreichbar gewesen sei, weil jeder Kontakt mit ihm die Operation hätte gefährden können. Gegenüber der Zeitung Die Welt wies Selenskyj im Jahr 2023 die Anschuldigung in einem Interview zurück: „Die Ukraine hat nichts dergleichen getan. Ich würde niemals so handeln.“ Saluschnyj bestritt ebenfalls, für den Anschlag verantwortlich zu sein; gegenüber The Washington Post schilderte er, dass er auch dem höchsten US-Militär Mark A. Milley nach der Nord-Stream-Sabotage versichert habe, dass die Ukraine damit „nichts zu tun“ habe. Im Mai 2024 ernannte Selenskyj Saluschnyj zum Botschafter der Ukraine im Vereinigten Königreich. Mit der Berufung zum Diplomaten und der damit zusammenhängenden diplomatischen Immunität schützte Selenskyj Saluschnyj vor Strafverfolgung wegen der ihm zugeschriebenen Mitverantwortung für den Anschlag auf die Nord-Stream-Pipelines.
Im Dezember 2023 und Januar 2024 erwähnte der Bürgermeister der ukrainischen Hauptstadt Kiew, Vitali Klitschko, dass es seit Beginn des russischen Überfalls zwischen ihm und Selenskyj keinen persönlichen Kontakt, weder ein Telefonat noch ein Treffen, gegeben habe, obwohl er selbst „zigmal“ versucht habe, mit Selenskyj in Kontakt zu treten. Klitschko, der der Partei Europäische Solidarität (von Selenskyjs politischem Gegner und Amtsvorgänger Petro Poroschenko) angehört, sagte auf Nachfrage, dass die Demokratie in der Ukraine ernsthaft bedroht sei, und kritisierte, dass das ukrainische Präsidialbüro zu sehr nach Machtzentralisierung strebe. Im Februar 2024 behauptete die Oppositionspolitikerin und ehemalige Ministerpräsidentin Julija Tymoschenko, dass es seit Beginn des Krieges kein Treffen zwischen Selenskyj und den Fraktionsführern des ukrainischen Parlaments gegeben habe.
Im Oktober 2024 erhob das Medium Ukrajinska Prawda in einem Brandbrief die Anschuldigung, dass das Präsidialamt der Ukraine systematisch Druck auf seine Redaktion ausübe. Kritik an der ukrainischen Staatsführung, dass Journalisten u. a. vom ukrainischen Geheimdienst eingeschüchtert würden, hatte es bereits zuvor, im Verlauf des Krieges, von Medien und Nichtregierungsorganisationen gegeben.
Nach einer Hausdurchsuchung bei einem bekannten Korruptionsjäger und Ermittlungen gegen diesen wegen angeblicher Fahnenflucht wurde Selenskyj und seinem Präsidialamt vorgeworfen, die Justiz zur Einschüchterung einzusetzen. Im Jahr 2025 wendeten sich 90 Nichtregierungsorganisationen in einem offenen Brief an Selenskyj mit der Forderung, die Justiz nicht zu missbrauchen.

## Filmografie
Als Schauspieler

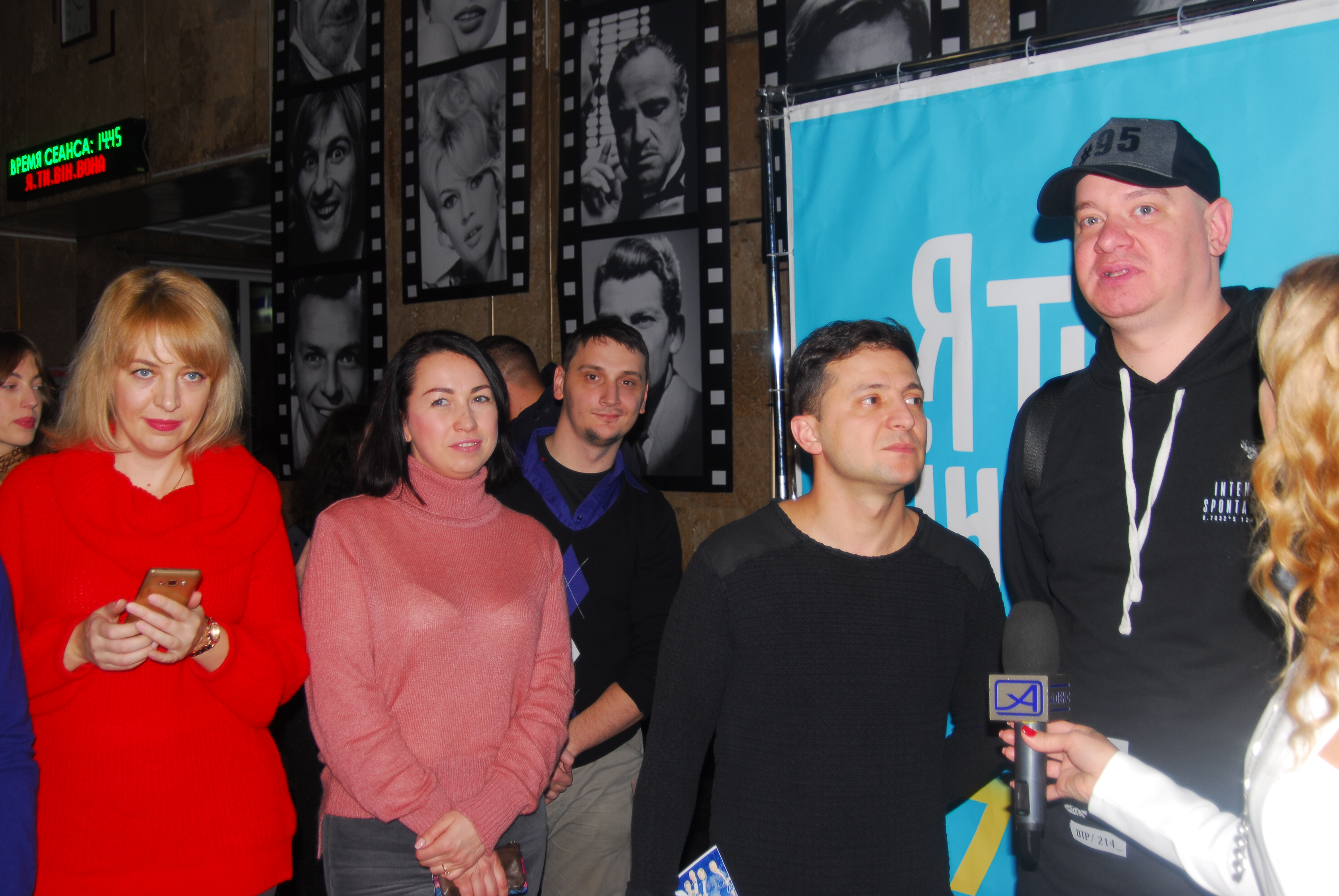
Selenskyj auf der Premiere von Me You He She

- 2005: Tri muschketjora (Fernsehfilm)
- 2009: Ljubow w bolschom gorode
- 2010: Ljubow w bolschom gorode 2
- 2011: Sluschebnyj roman. Nasche wremja
- 2012: Rschewskij protiw Napoleona
- 2012: 8 erste Dates
- 2012: Skasotschnaja Rus (Fernsehserie)
- 2014: Ljubow w bolschom gorode 3
- 2014: Ljubow w bolschom gorode 3 (Fernsehserie)
- 2015: 8 novych swidanij
- 2015: Diener des Volkes (Sluha narodu, Fernsehserie)
- 2016: 8 lutschschich swidanij
- 2016: Diener des Volkes 2 (Sluha narodu 2, Fernsehserie)
- 2018: Me You He She (post-production)

Als Produzent
- 2009: Swaty 2 (Fernsehserie)
- 2009: Swaty 3 (Fernsehserie)
- 2010: Swaty 4 (Fernsehserie)
- 2009–2010: Swaty (Fernsehserie, 3 Episoden)
- 2011: Nowogodnie swaty (Fernsehfilm)
- 2011: Sluschebnyj roman. Nasche wremja
- 2011: Swaty 5 (Fernsehserie)
- 2012: Rschewskij protiw Napoleona
- 2012: Papaschi (Fernsehserie)
- 2012: 8 erste Dates
- 2012: Tschempiony is podworotni (Fernsehserie)
- 2012: Ja budu rjadom
- 2013: 1+1 doma (Fernsehen)
- 2013: Swaty 6 (Fernsehserie)
- 2014: Ljubow w bolschom gorode 3 (Fernsehserie, 8 Episoden)
- 2016: Diener des Volkes 2 (Sluha narodu 2, Fernsehserie)

Als Drehbuchautor
- 2005: Tri muschketjora (Fernsehfilm)
- 2006: Kuschat podano!
- 2008: Swaty (Fernsehserie)
- 2009: Ljubow w bolschom gorode (idea)
- 2011: Sluschebnyj roman. Nasche wremja
- 2011: Legenda. Ljudmila Gurtschenko (Fernsehfilm)

Als Synchronsprecher
- 2008: Horton hört ein Hu! (Stimme von Bürgermeister Ned McDodd)
- 2014: Paddington (Stimme von Paddington)
- 2016: Angry Birds – Der Film (Stimme von Red)
- 2017: Paddington 2 (Stimme von Paddington)

## Auszeichnungen und Ehrungen (Auswahl)
In den Jahren 2010 bis 2013 erhielt er mehrmals den Nationalen Fernsehpreis der Ukraine Телетріумф (Teletriumph).
- Orden des Weißen Löwen (höchste Auszeichnung der Tschechischen Republik), im März 2022 durch Staatspräsident Miloš Zeman verliehen.[515]
- Großkreuz des lettischen Westhard-Ordens
- Orden Vytautas des Großen mit Collane (höchste Auszeichnung Litauens)
- Ronald Reagan Freedom Award, am 7. März 2022 verliehen durch Ronald Reagan Presidential Foundation and Institute für Selenskyjs Kampf gegen Tyrannei und sein Eintreten für Demokratie und Freiheit[516]
- Nagroda Orła Jana Karskiego (Jan-Karski-Adler-Preis) „für die heldenhafte Verteidigung der Ukraine und der moralischen Werte der westlichen Zivilisation“ am 17. März 2022 (aus Polen)[517]
- Orden des Weißen Adlers (höchstes Ehrenzeichen der Dritten Republik Polen), 11. April 2022, Verleihung durch Staatspräsident Andrzej Duda[518]
- Freiheitspreis der Medien, am 22. April 2022 wegen des Freiheitskampfes in Osteuropa an Wolodymyr Selenskyj (Präsident der Ukraine), Sviatlana Tsikhanouskaya (belarussische Bürgerrechtlerin, Oppositionsführerin und Präsidentschaftskandidatin) und an Marina Owsjannikowa (russische Journalistin) – „Es sind Ukrainerinnen und Ukrainer, Belarussinnen und Belarussen und auch Russinnen und Russen, die in Osteuropa an der Front gegen das Böse, gegen Krieg und Tyrannei stehen und ihre, aber auch unsere Freiheit tapfer verteidigen. Mit Worten, mit Taten, mit großem Mut – und mit ihrem Leben. Deutschland, Europa und die Welt erleben eine Zeitenwende, die seit dem Ende des Zweiten Weltkrieges einmal mehr über Frieden und Freiheit, über Wahrheit und Unrecht entscheidet. Und sie mahnt uns: Individuelle Freiheit, Demokratie und Wohlstand sind nicht selbstverständlich.“[519]
- Legend in Leadership Award des Chief Executive Leadership Institute (Yale University)[520]
- Sacharow-Preis des Europäischen Parlaments im Jahr 2022 (als Repräsentant des ukrainischen Volkes)[521]
- Europäischer Karlspreis der Sudetendeutschen Landsmannschaft im Jahr 2022 durch die Sudetendeutsche Landsmannschaft, benannt nach dem böhmischen König und römisch-deutschen Kaiser Karl IV. (nicht zu verwechseln mit dem Internationalen Karlspreis zu Aachen, benannt nach Karl dem Großen).
- Sir Winston Churchill Leadership Award am 26. Juli 2022 verliehen durch die International Churchill Society – „Eine Führungspersönlichkeit für unsere Zeit“.[522]
- Time, Person of the Year 2022[523]
- Freiheitspreis Litauens[524]
- Großkreuz der Ehrenlegion, 9. Februar 2023, Verleihung durch Staatspräsident Emmanuel Macron
- Orden von „Qoman Sij“ (die Ehre der Nation) und Orden von „Dschochar Dudajew“, 12. April 2023, die zwei höchsten Orden der Tschetschenischen Republik Itschkerien (diese wird international nur von der Ukraine als Staat anerkannt)
- Aachener Karlspreis, 14. Mai 2023 (zusammen mit dem ukrainischen Volk[525])
- Global Citizen Award des Atlantic Council, 20. September 2023[526]

Im Juli 2022 wurde der fossile Haarstern Ausichicrinites zelenskyyi von Forschern der Universität Kattowitz nach Selenskyj benannt.

## Dokumentarfilme
- Biographer DE: Die tragische Geschichte von Volodymyr Zelensky auf YouTube, 7. Mai 2022 (Laufzeit: 37:59 min).
- Dokumentationen: Selenskyj – Ein Präsident im Krieg auf YouTube, 26. März 2022, abgerufen am 21. Oktober 2024 (Laufzeit: 43:30).
- Arte „Mit offenen Augen“: Selensky, 1. Akt, 7. Februar 2023, abgerufen am 21. Oktober 2024 (Laufzeit: 12 min) und Selensky und die Kriegstrophäe, 5. Mai 2022, abgerufen am 21. Oktober 2024 (Laufzeit: 12 min)
- ZDFinfo: Komiker, Politiker oder Kriegsheld: Wer ist Wolodymyr Selenskyj? auf YouTube, 13. Juli 2022 (Laufzeit: 44:15 min).
- Sean Penn und Aaron Kaufman: Superpower. 2023. 115 min
- Selenskyj: Vom Entertainer zum Staatsmann (2-teilige Doku, Regie: Yves Jeuland, Lisa Vapné, F, Arte, 2025); online in der Arte-Mediathek. Sendungsseite, abrufbar bis 11. Dezember 2025